# Régistan (Samarcande)
Pour les articles homonymes, voir Régistan (homonymie).
Ne doit pas être confondu avec Régistan (Boukhara).

Le Régistan, ou Réghistan, est l'ancien cœur de la ville de Samarcande, en Ouzbékistan. Le nom de Régistan (ریگستان) signifie « place sablonneuse » en persan. 
Il existe une place du même nom au centre de la ville de Boukhara.

## Le Régistan
Le Régistan est entouré de trois médersas :

### La médersa d'Ulugh Beg (1417-1420)
La médersa d'Ulugh Beg (Samarcande) est l'une des plus vastes d'Asie centrale. Ulugh Beg a davantage investi dans l'enseignement que dans la construction de mosquées et de mausolées, à l'inverse de son grand-père Tamerlan. Il y aurait d’ailleurs enseigné l'astronomie, sujet rappelé par les étoiles disposées sur le pishtak du bâtiment. Une inscription calligraphique de style coufique indique que cette magnifique façade est deux fois plus haute que le ciel, et lourde au point que l'échine de la terre en est écrasée. De part et d'autre du portail, deux salles d'études à coupole occupent les angles. La cour intérieure, carrée, est percée de quatre îwans dans le prolongement des axes. Les entrées des cellules des élèves sont disposées sur les deux étages dans la cour, de part et d'autre des iwans. Des minarets sont disposés aux angles des façades. Une mosquée occupe l'espace situé entre les deux salles d'études au fond de la cour.

Extérieur de la médersa d'Ulugh Beg
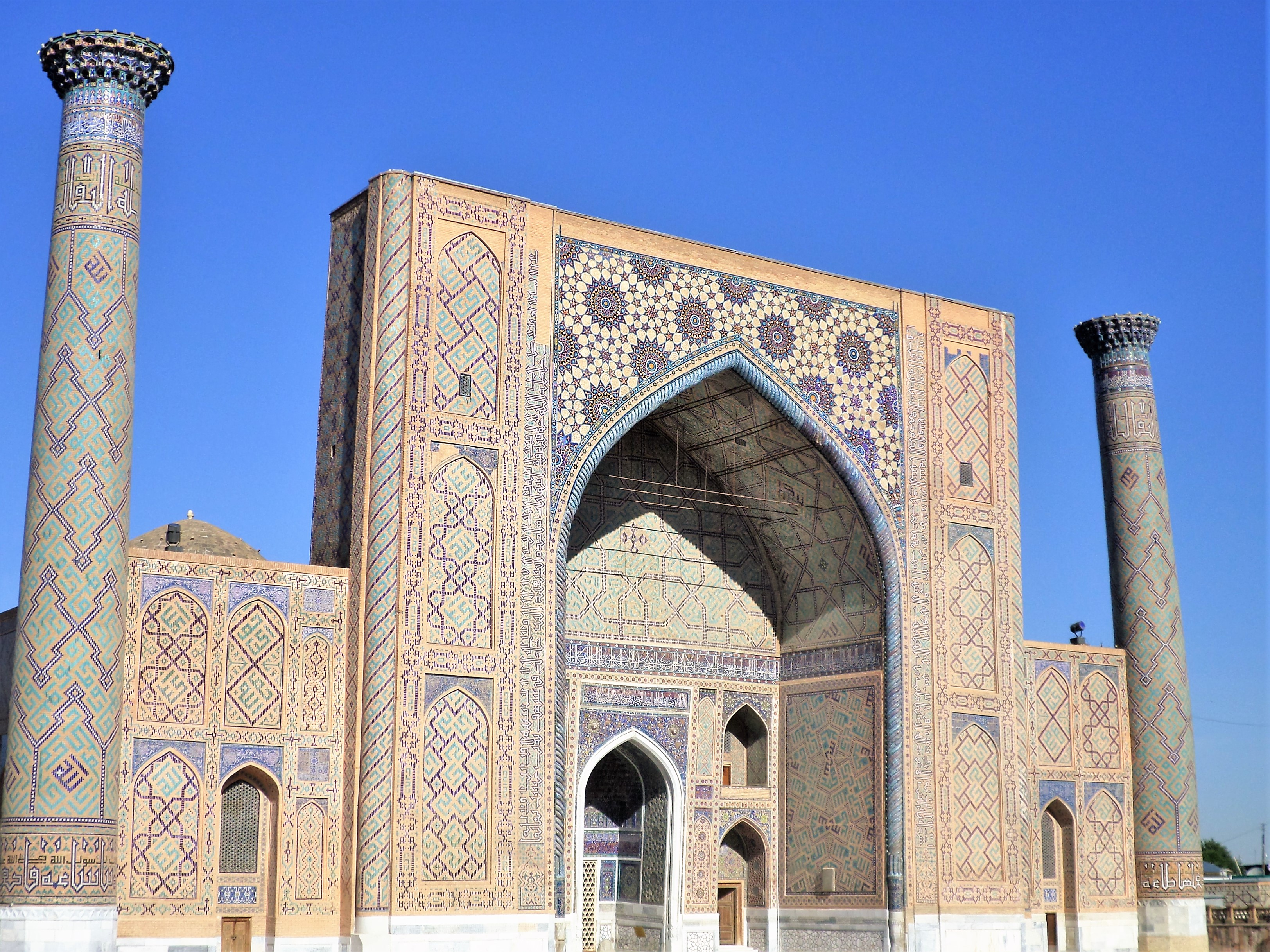
La médersa d'Ulugh Beg.
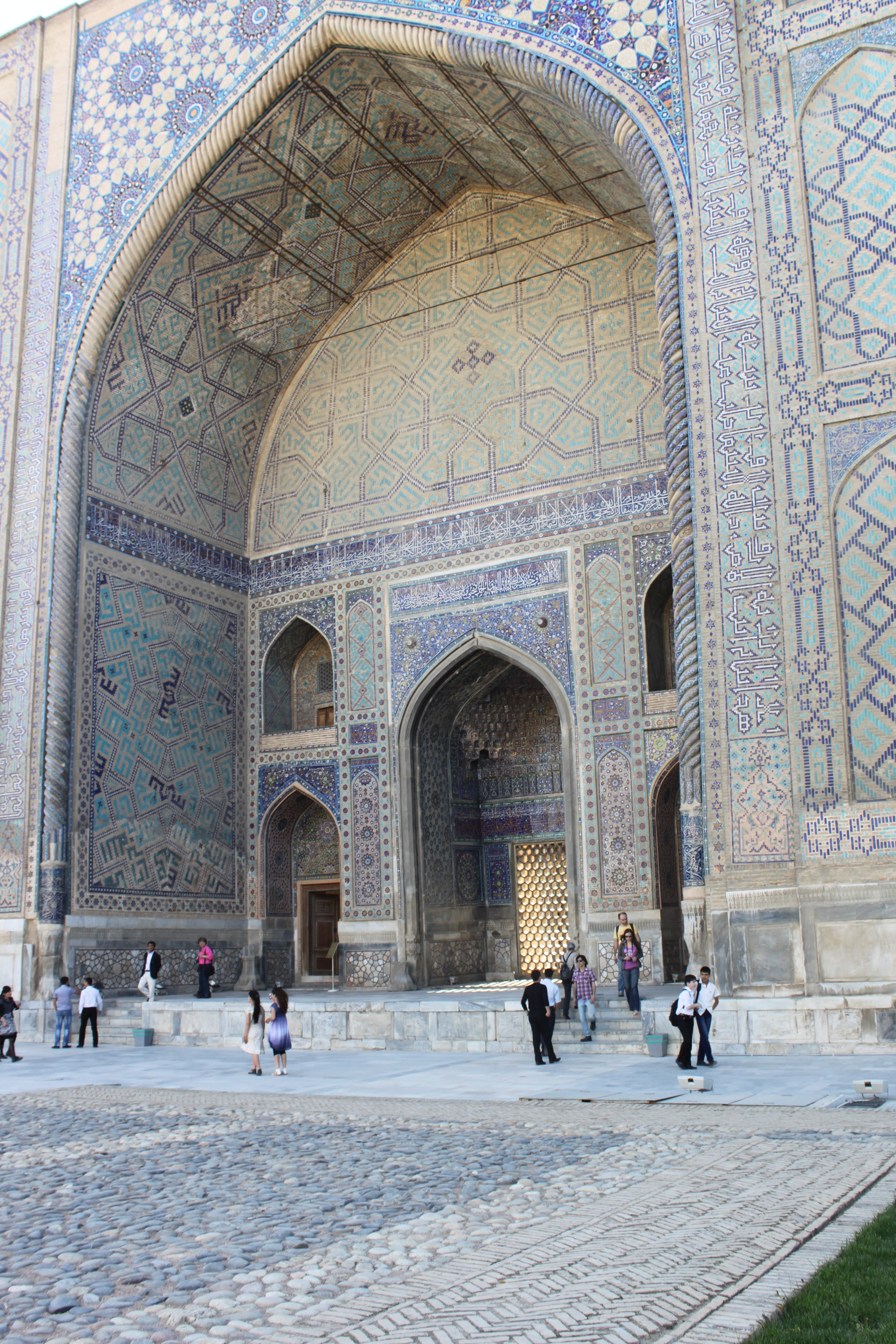
Le pishtak de la médersa d'Ulugh Beg.
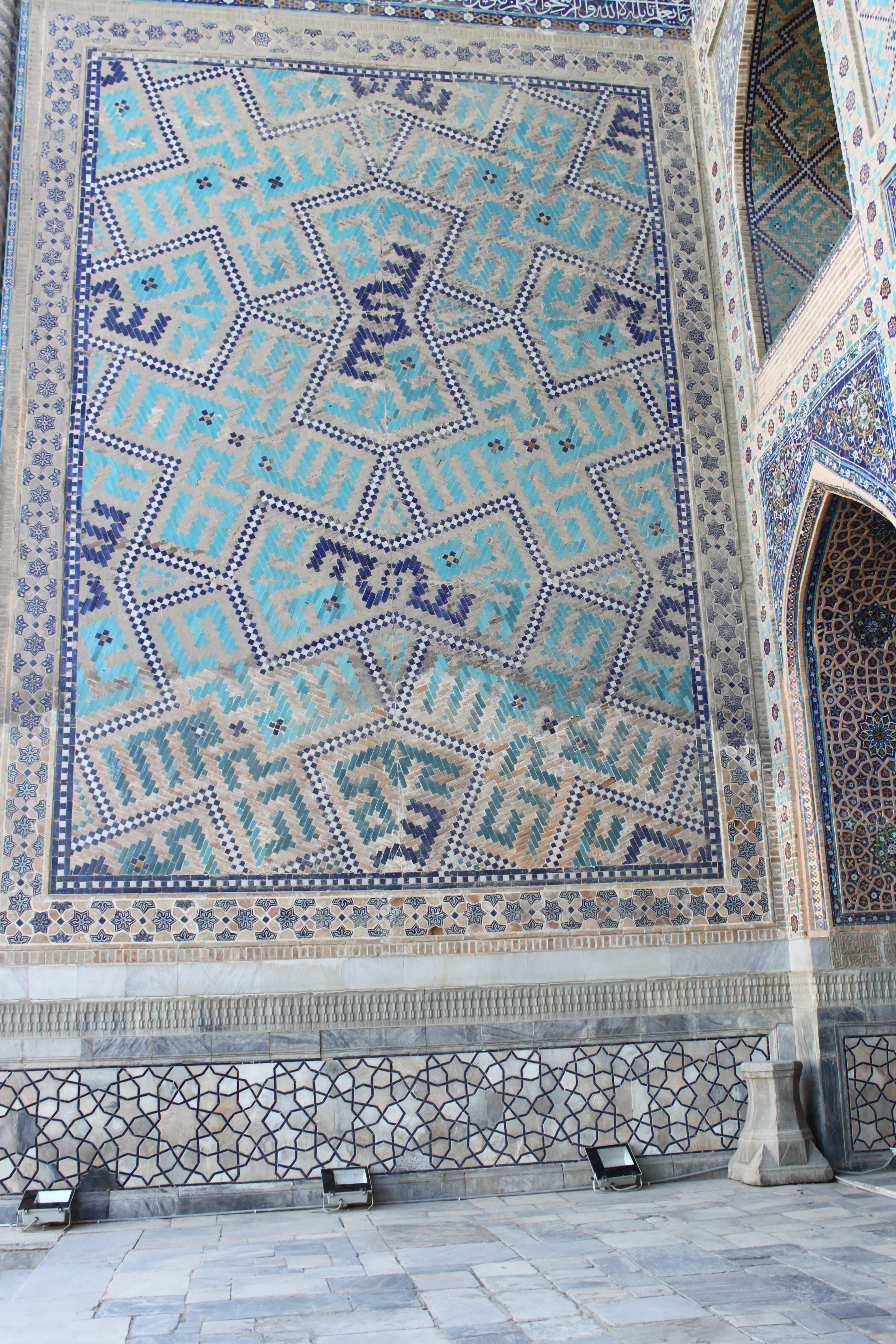
Détail d'une paroi latérale du pishtak de la médersa d'Ulugh Beg.
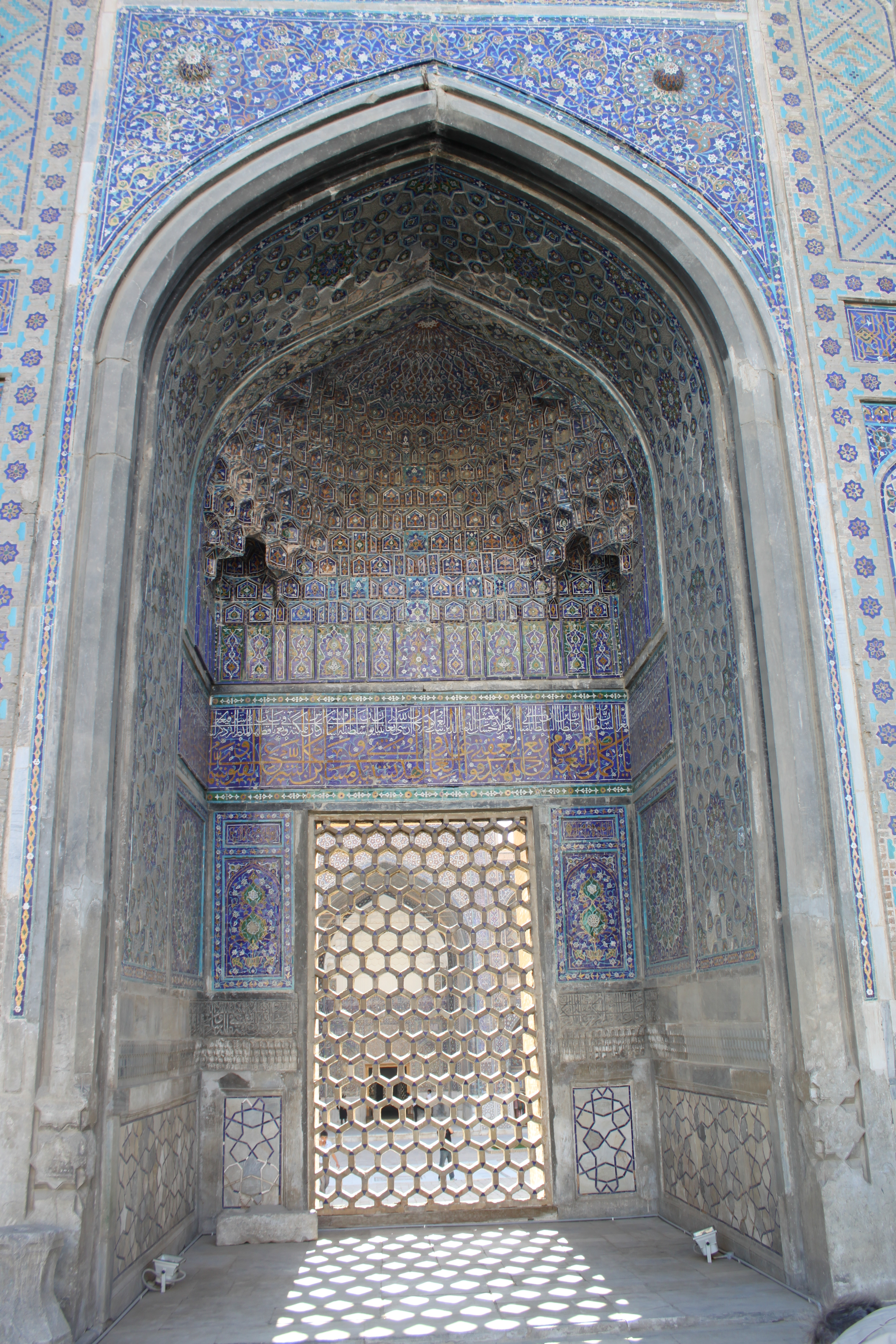
Porche central sous le pishtak de la médersa d'Ulugh Beg.
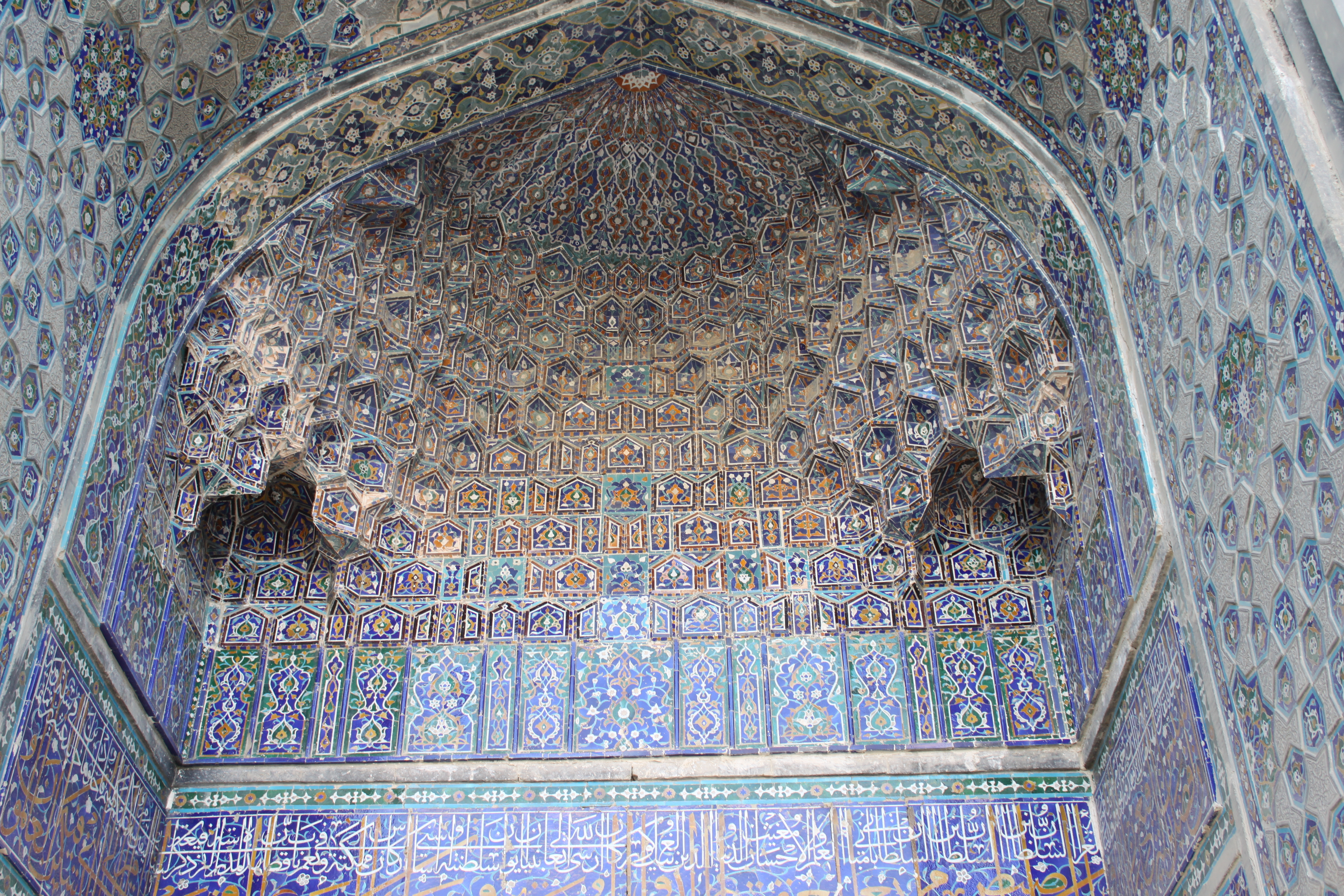
Détail du porche central sous le pishtak de la médersa d'Ulugh Beg.
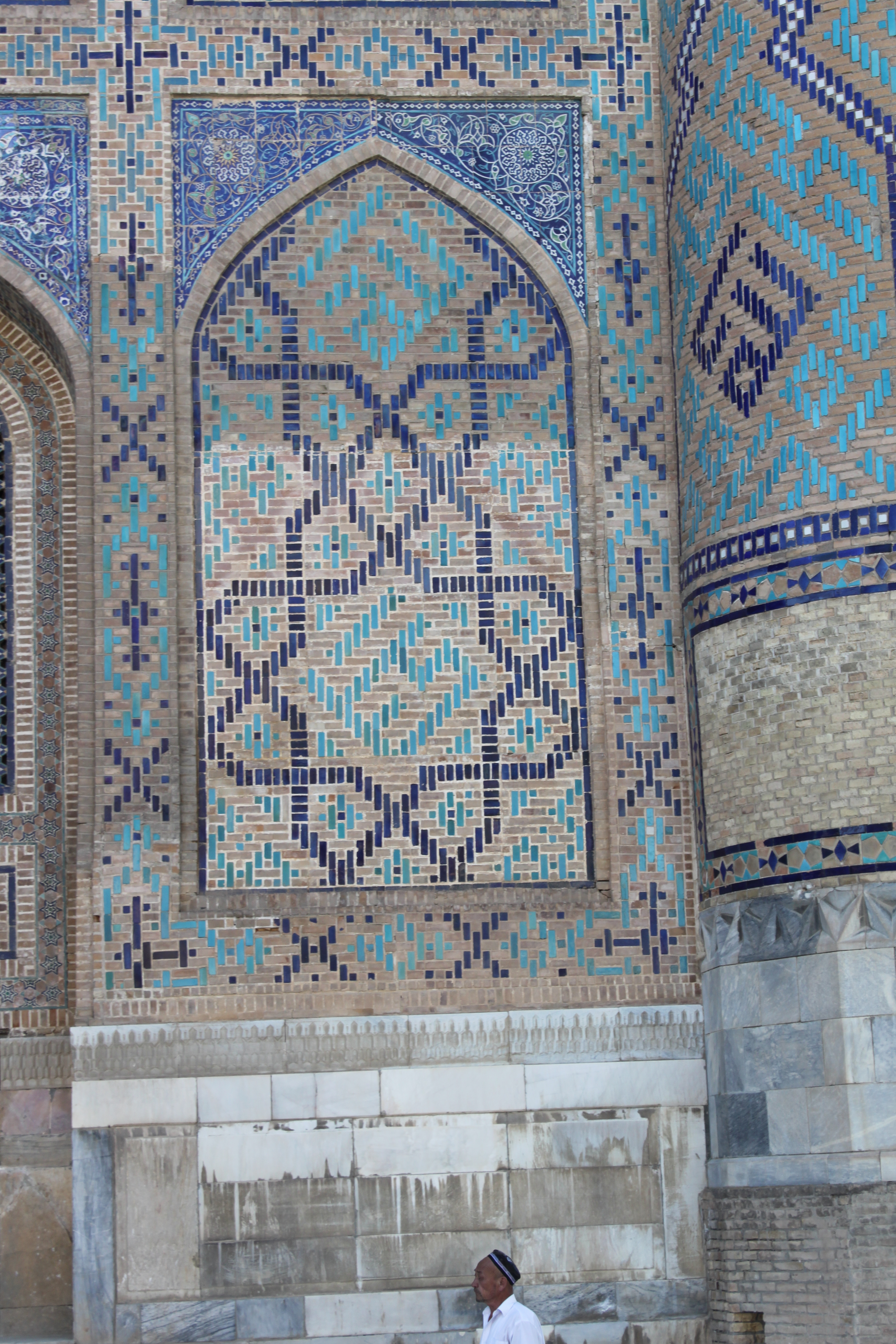
Détail de la façade et de la tour d'angle droite de la médersa d'Ulugh Beg.

Intérieur de la médersa Ulugh Beg
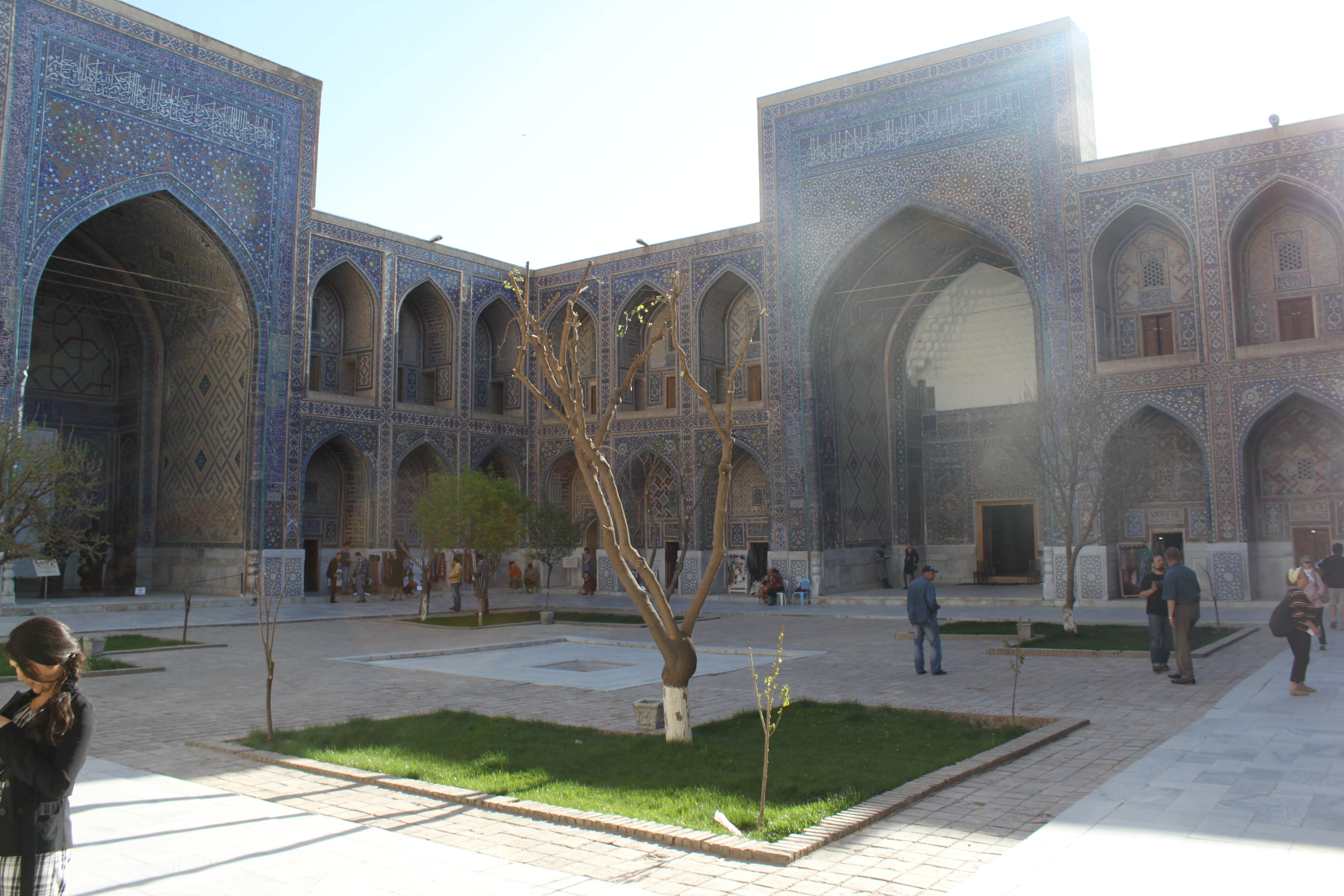
Cour intérieure de la médersa d'Ulugh Beg.
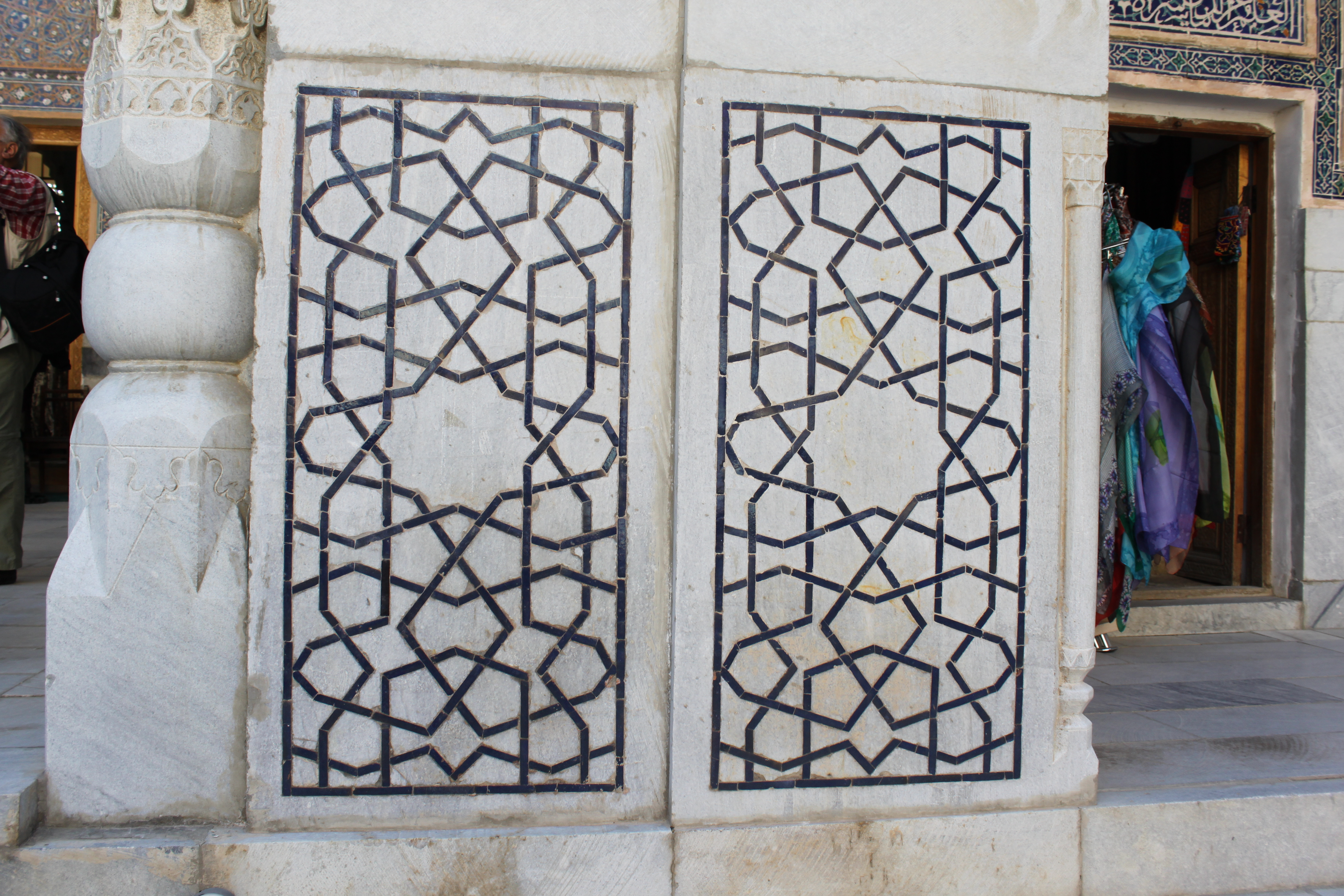
Détail de la cour intérieure de la médersa d'Ulugh Beg.
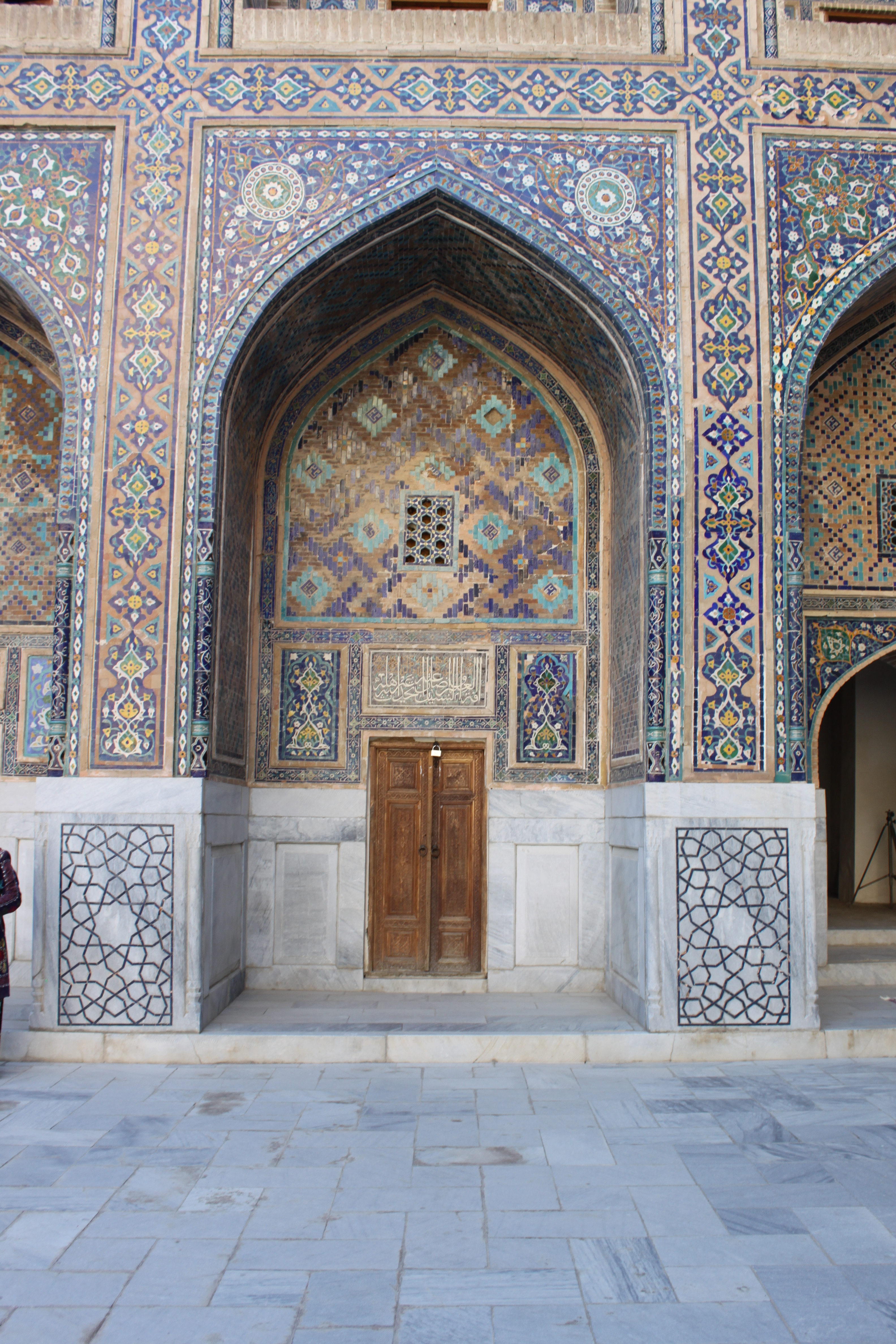
Une cellule de la médersa d'Ulugh Beg.
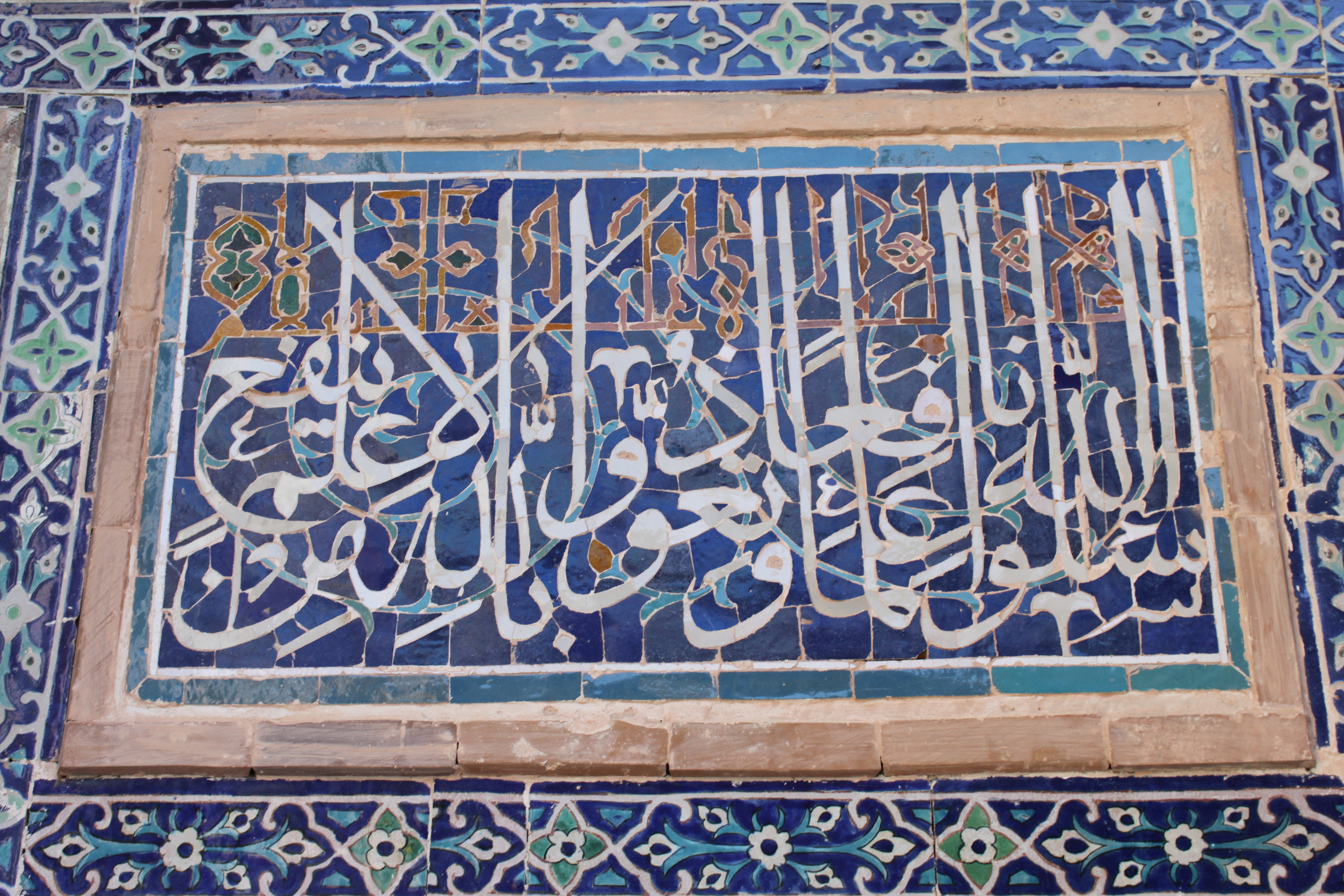
Inscription au-dessus de la porte d'une cellule de la médersa d'Ulugh Beg.
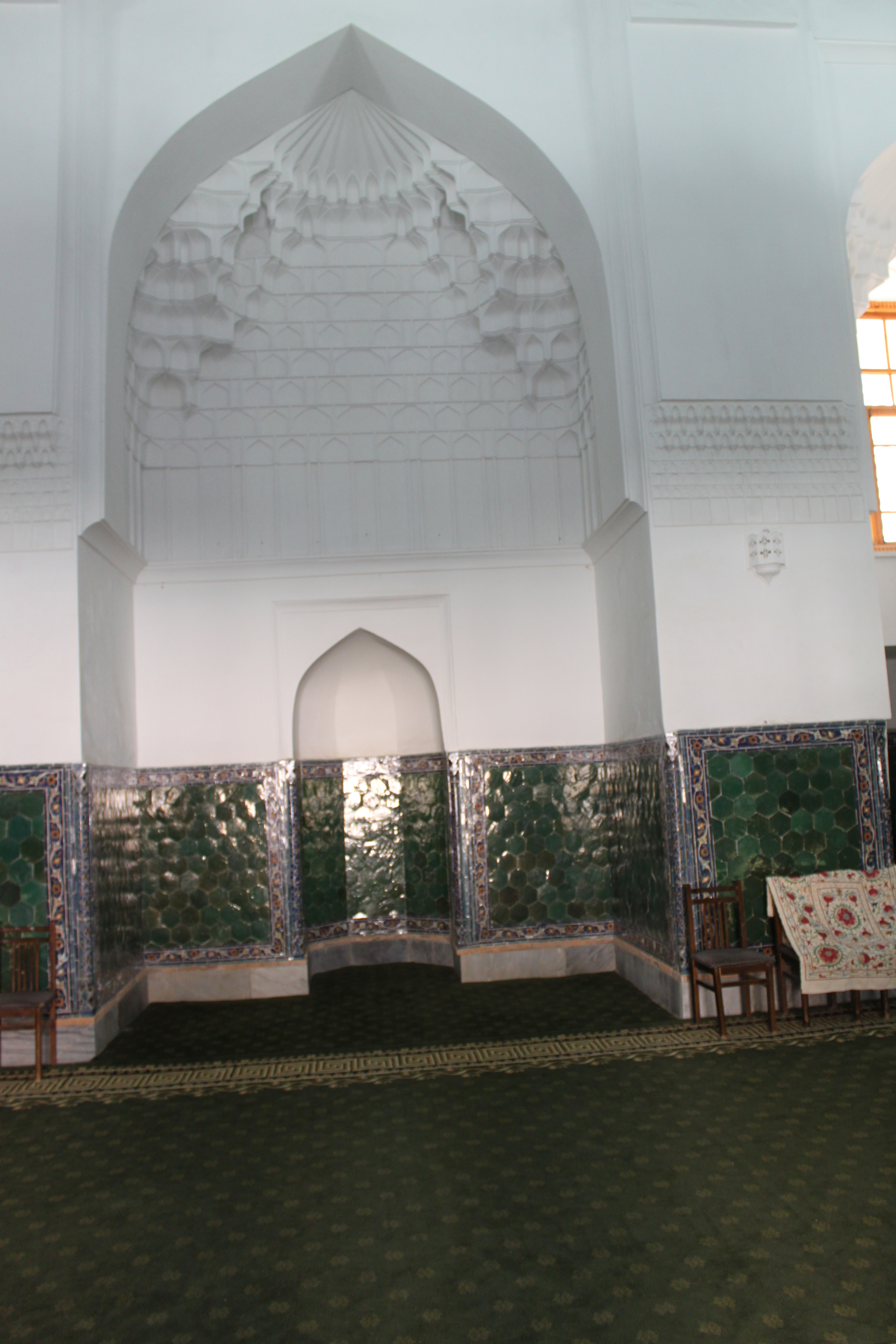
Mihrab de la mosquée de la médersa d'Ulugh Beg.

### La médersa Cher-Dor  (1619-1635/36)
La médersa Cher-Dor (« qui porte des lions ») a été construite par Yalangtouch, « en miroir » (koch) de la  médersa d'Ulugh Beg, antérieure. Elle a pris la place d'un khanaqah édifié auparavant par Ulugh Beg. Elle est flanquée de minarets d'angle sur un modèle identique à la médersa d'Ulugh Beg. Les dômes élancés de part et d'autre du pishtak permettent de supposer qu'il en était de même, à l'époque, pour son vis-à-vis. L’ensemble du bâtiment s'inspire de la disposition générale de son vis-à-vis, mais on n'y retrouve ni la mosquée, ni les salles  disposées à l'arrière. Le pishtak décoré de mosaïques colorées  présente un exemple peu fréquent d'art figuratif dans l'islam, avec des fauves chassant des daims, des disques solaires à visage humain.

Extérieur de la médersa Cher-Dor
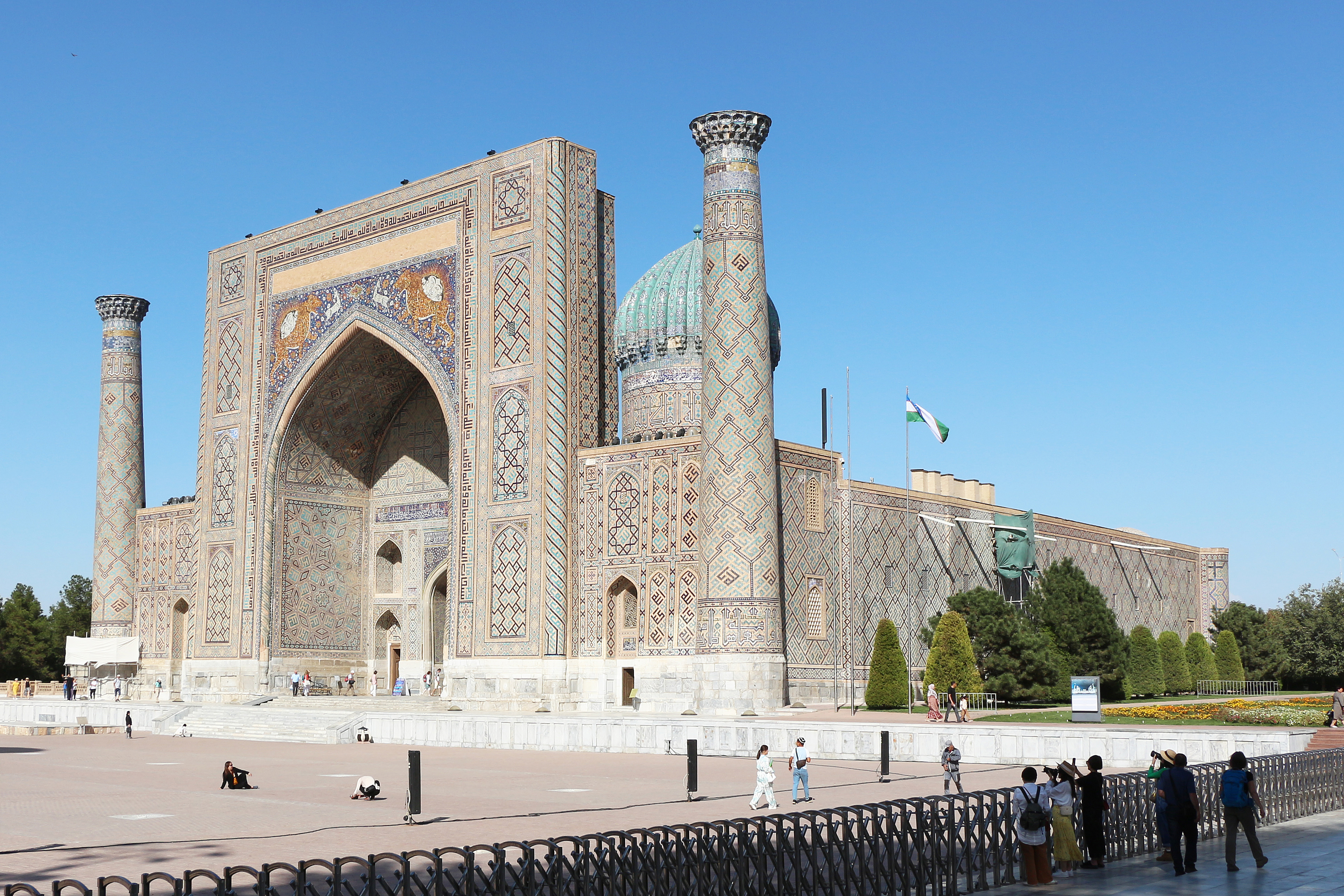
Vue extérieure de la médersa Cher-Dor.
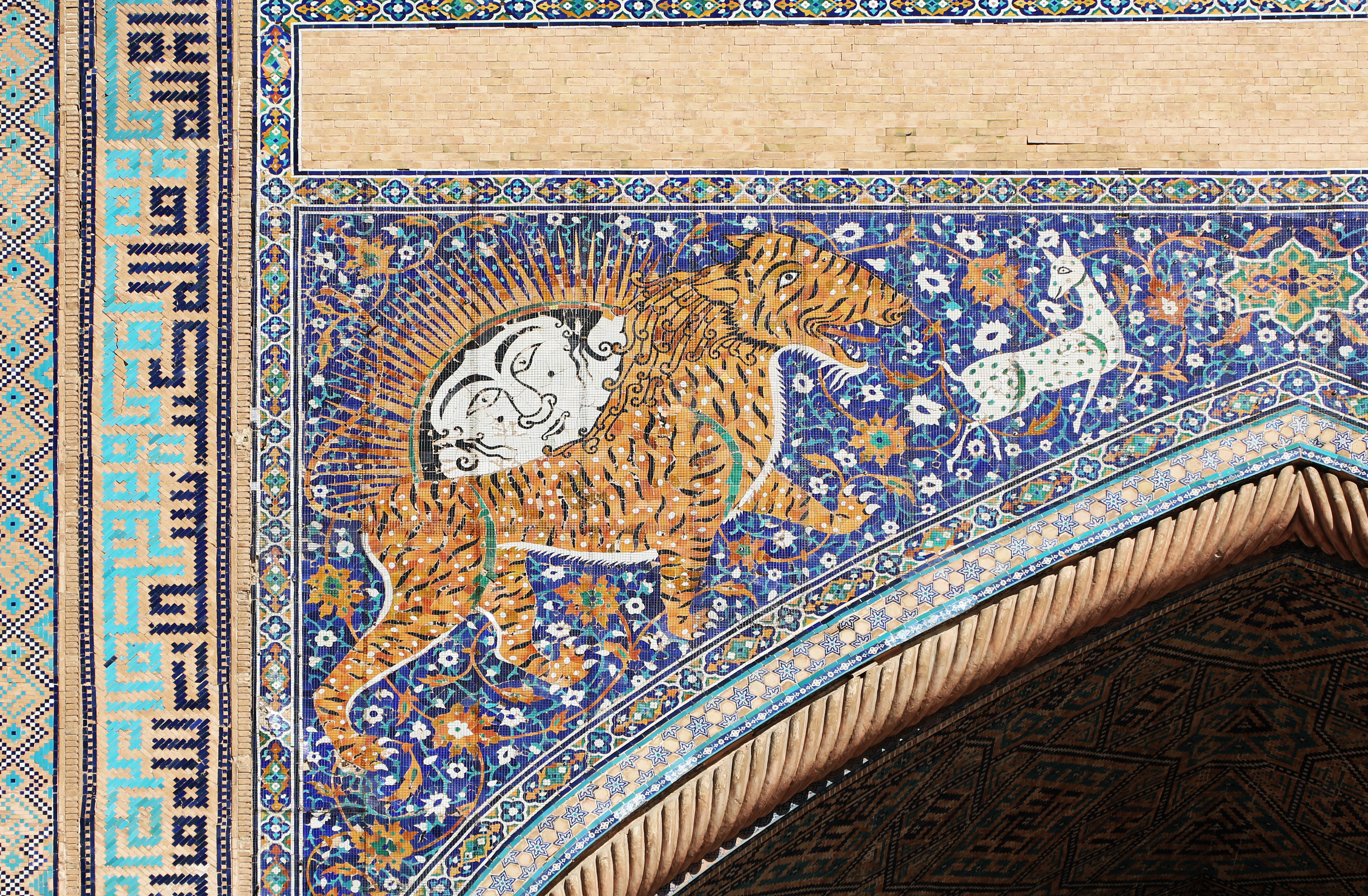
Détail du pishtak de la médersa Cher-Dor.
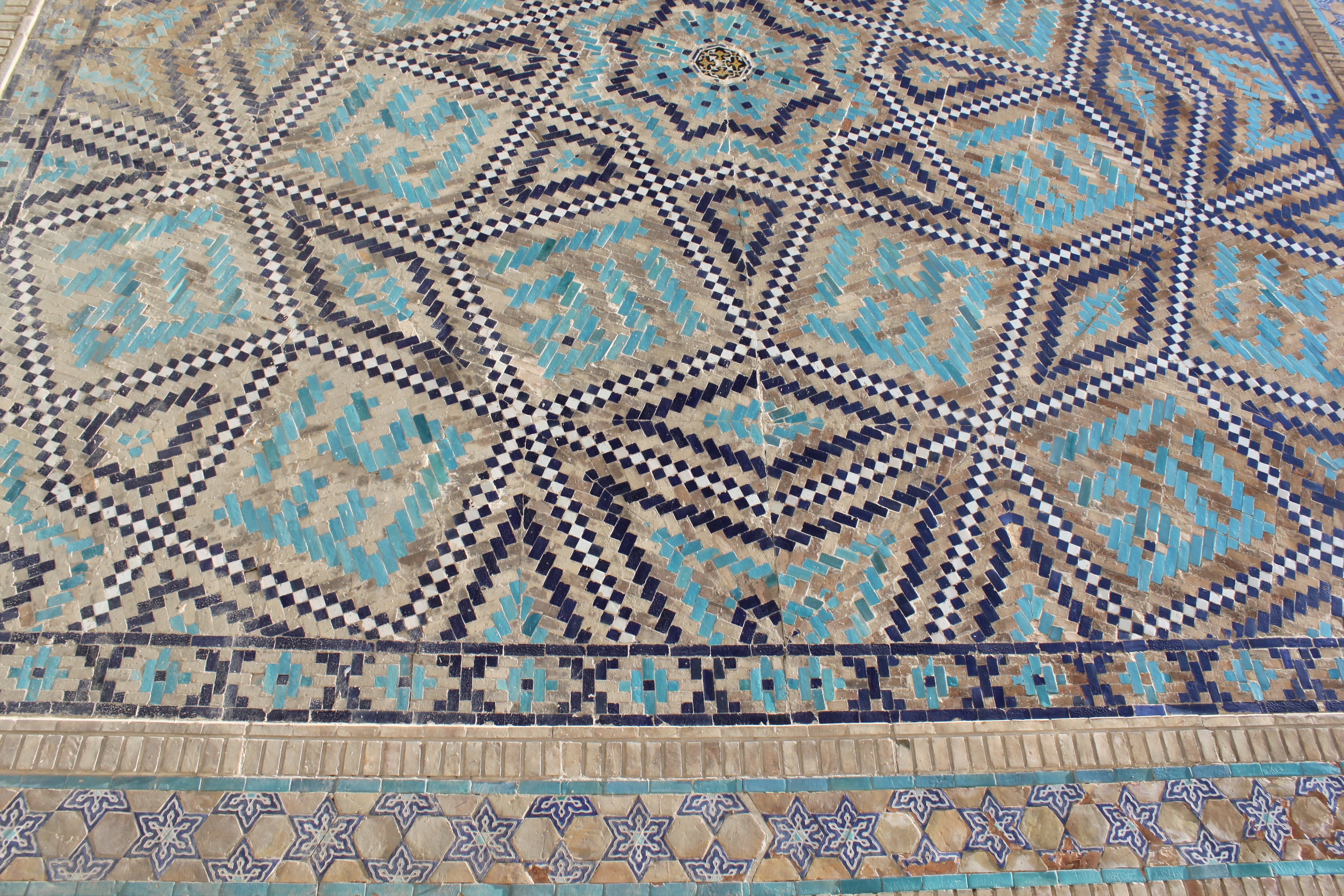
Détail d'une paroi latérale du pishtak de la médersa Cher-Dor (bannaï).
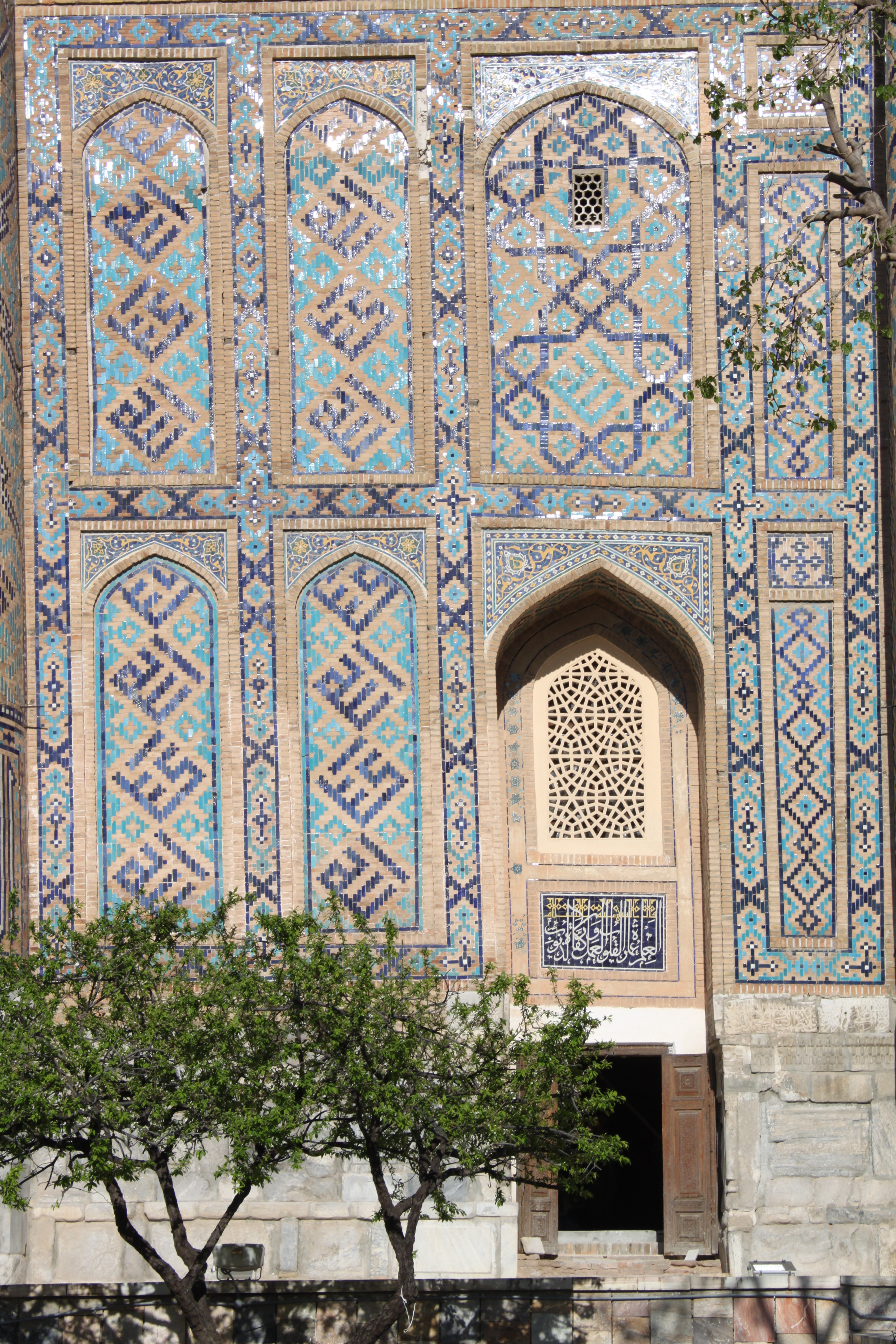
Détail de la façade de la médersa Cher-Dor (inscriptions style "bannaî").
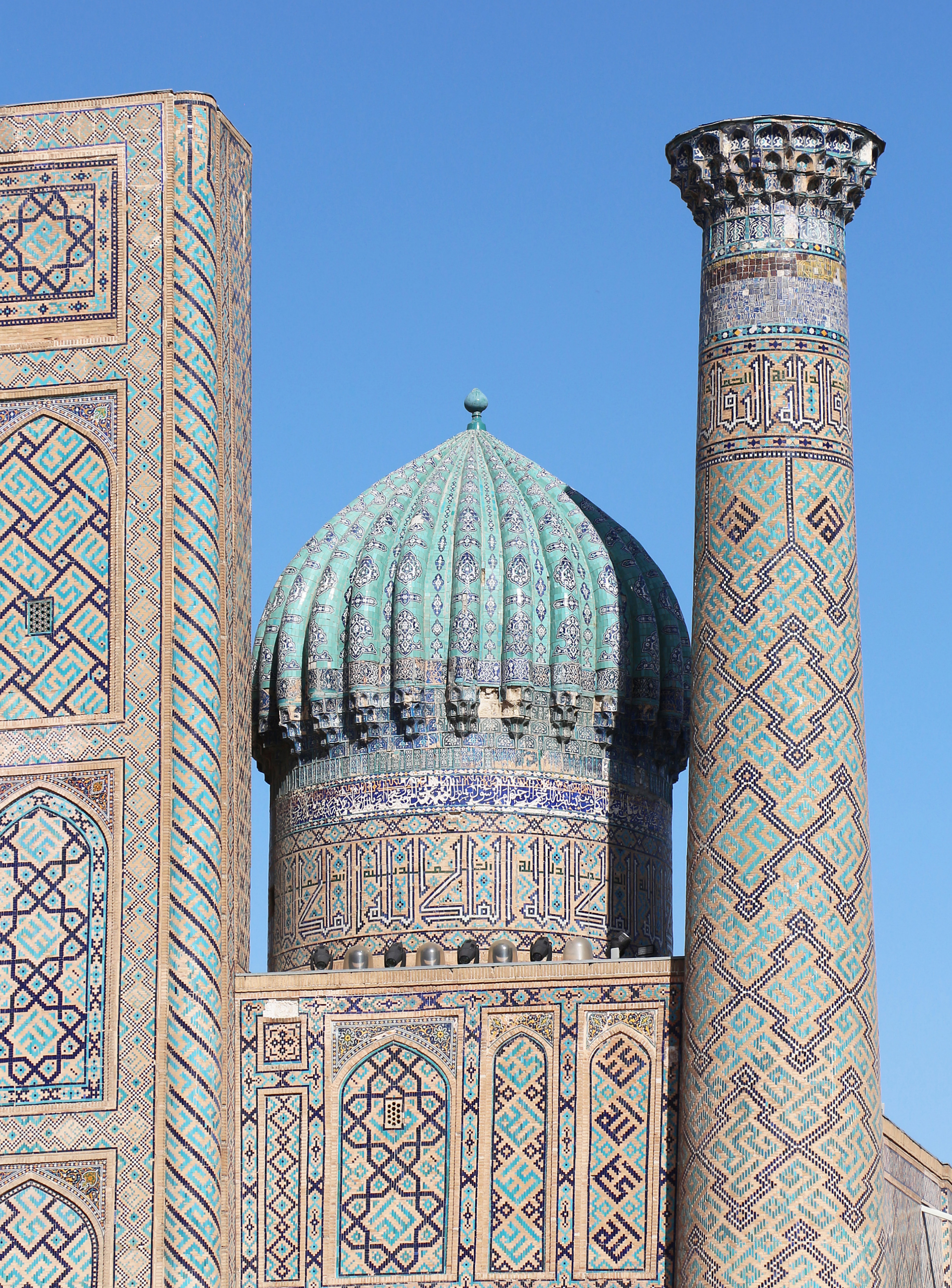
Un des dômes de la médersa Cher-Dor.

Intérieur de la médersa Cher-Dor
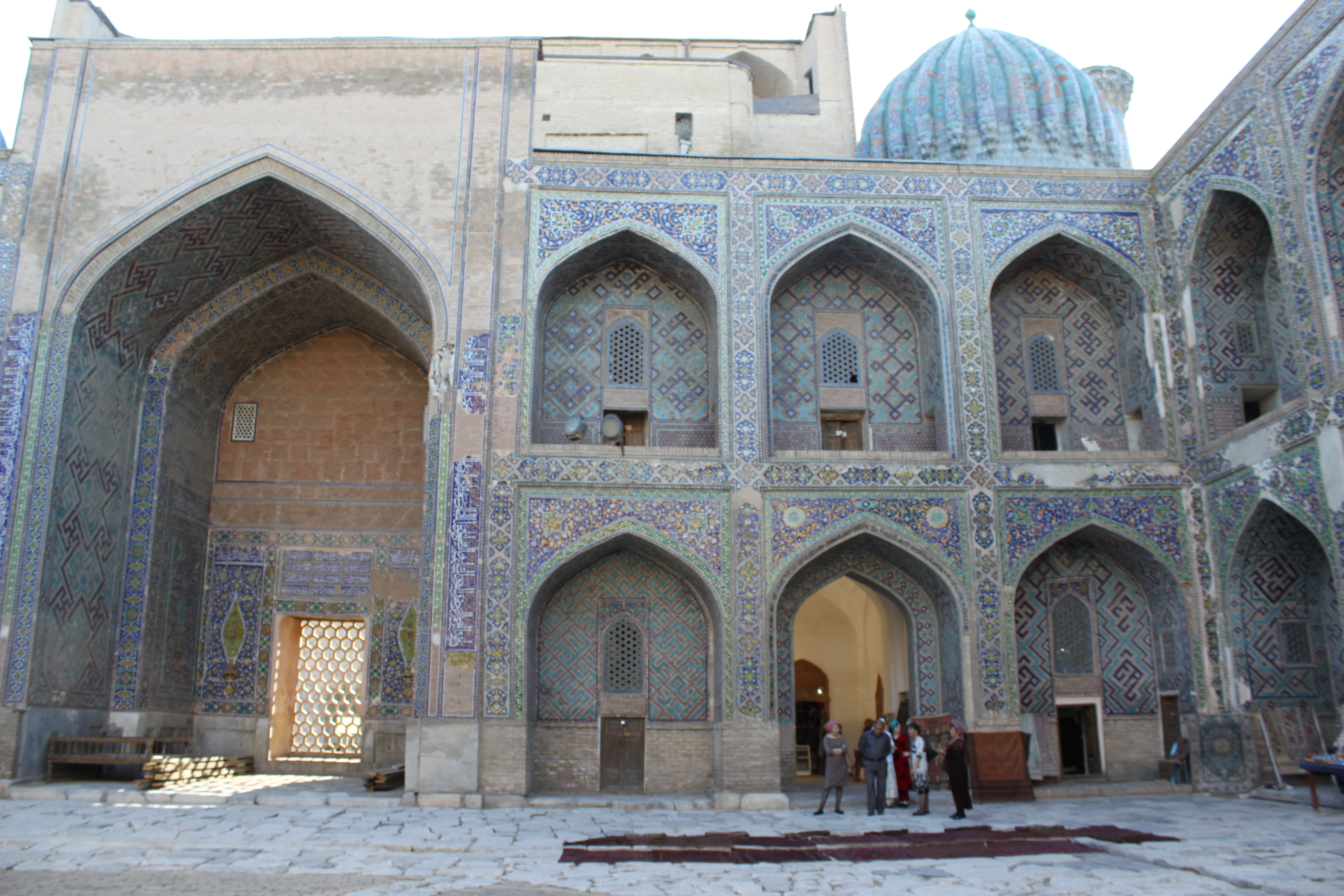
La cour intérieure de la médersa Cher-Dor.
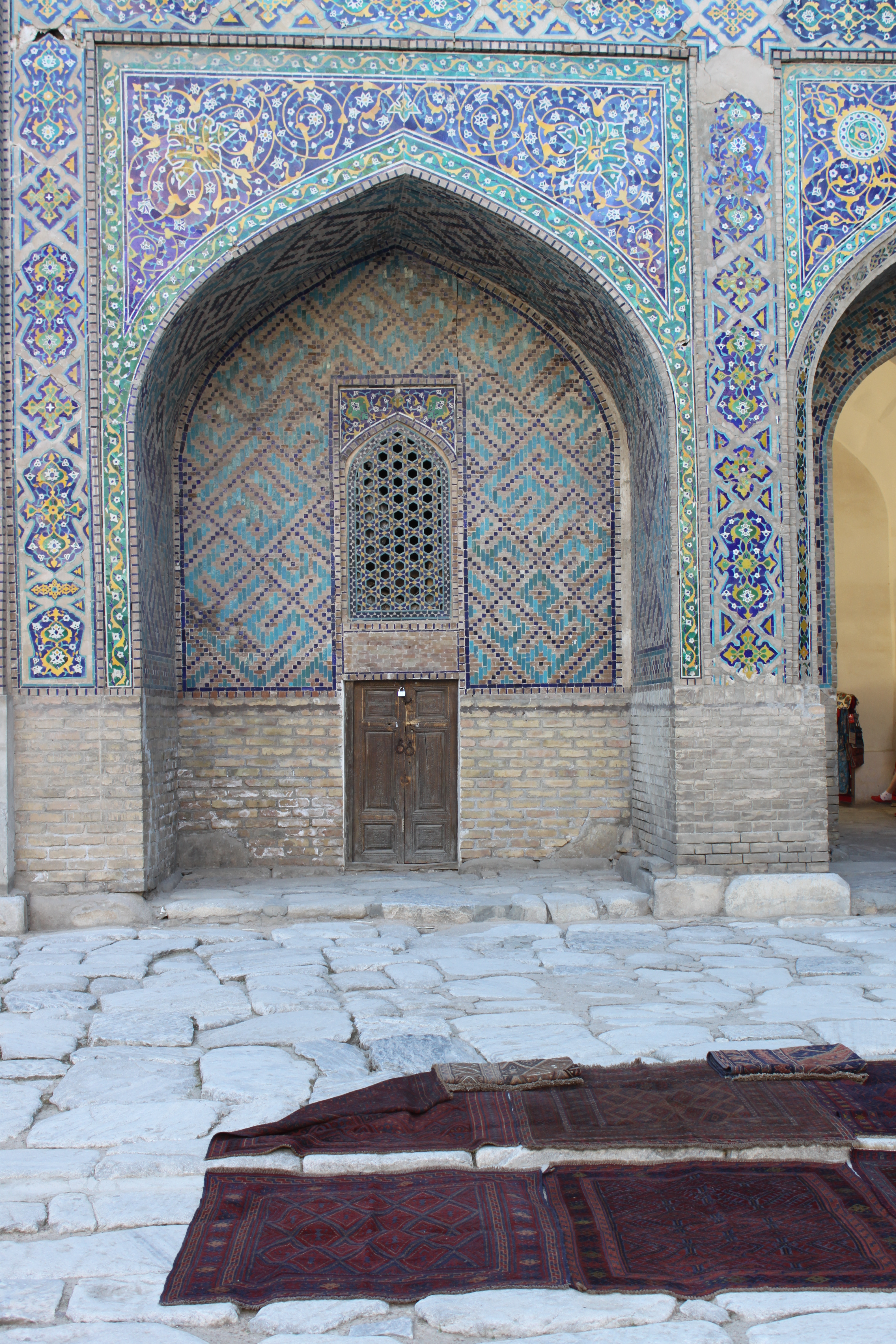
Une cellule de la médersa Cher-Dor.
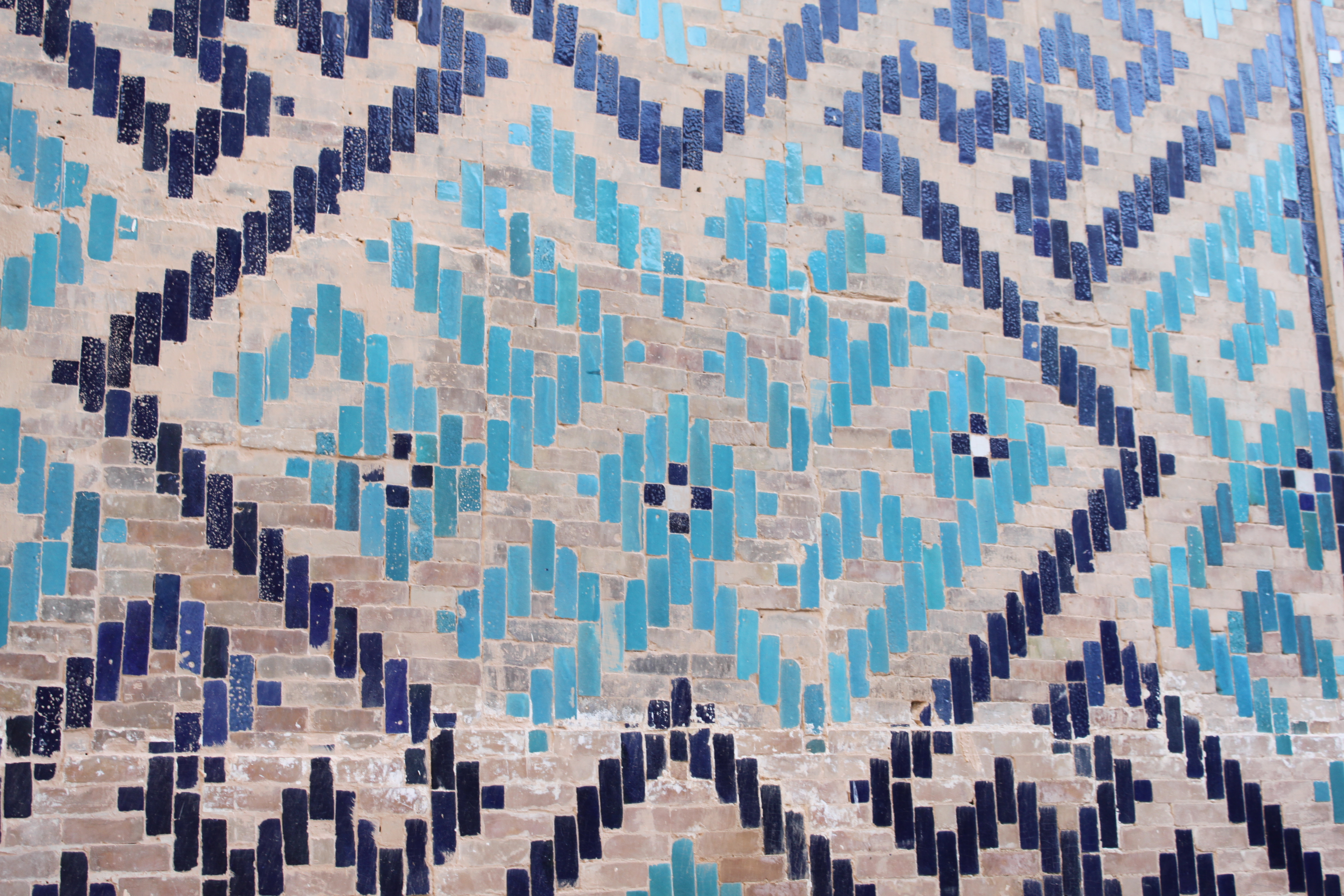
Détail du porche d'une cellule de la médersa Cher-Dor (style bannaï).
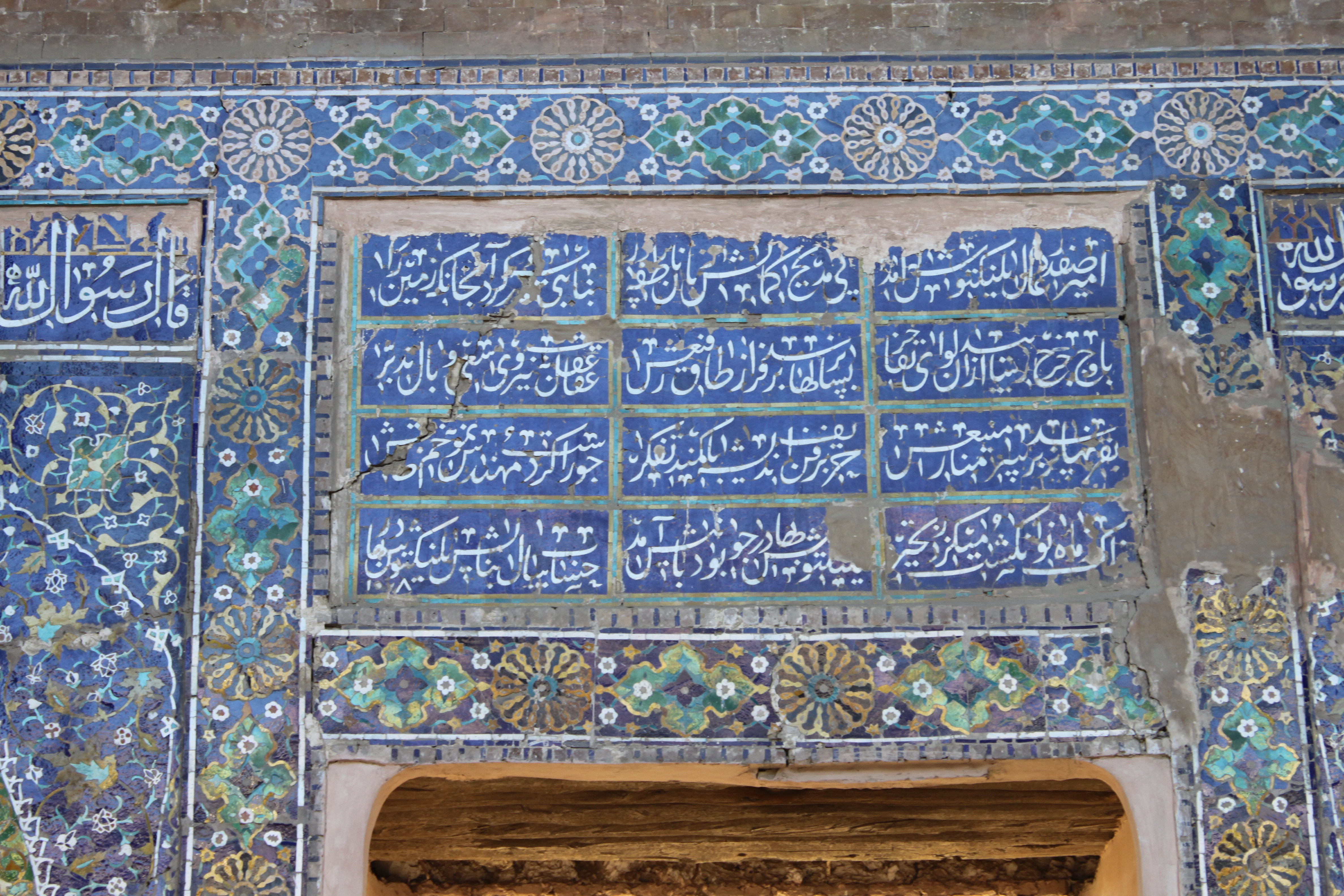
Inscription sous un iwan de la médersa Cher-Dor.
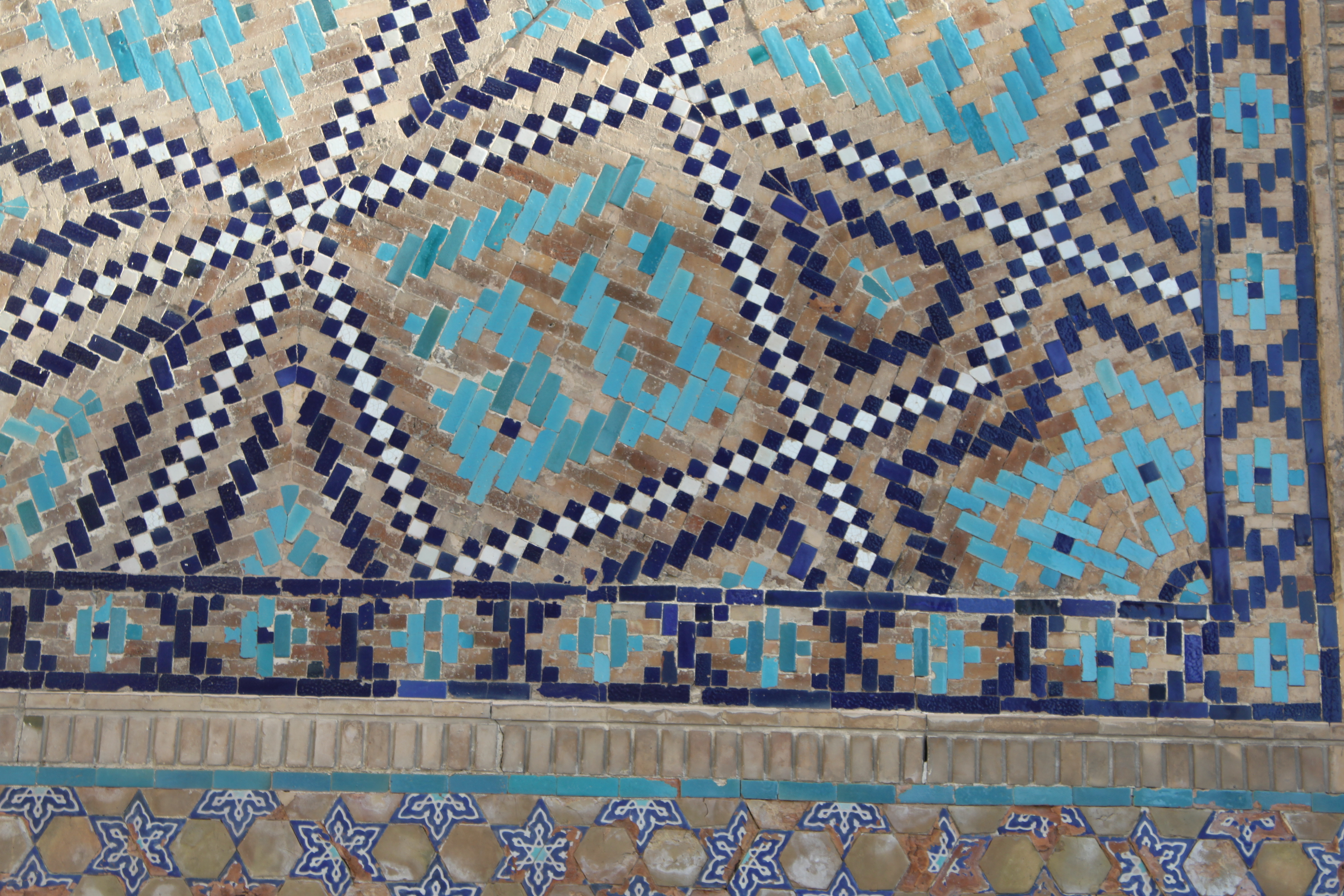
Inscription sous un iwan de la médersa Cher-Dor (style bannaï).

### La médersa Tilla-Qari  (1647-1659/60)
La médersa Tilla-Qari (Couverte d'or) est également construite sous Yalangtouch. Elle assure à la fois les fonctions de médersa et de mosquée du vendredi pour la ville. La façade extérieure présente la particularité d'offrir, de part et d'autre du pishtak, les deux rangées de cellules avec leurs ouvertures. Tout le côté ouest est occupé par la mosquée, la partie centrale étant formée par une salle à coupole comprenant le mihrab, avec des motifs de kundal (reliefs dorés sur fond bleu, d'où le nom donné à la médersa), des panneaux imitant les tapis, et des muqarnas.

Extérieur de la médersa Tilla-Qari
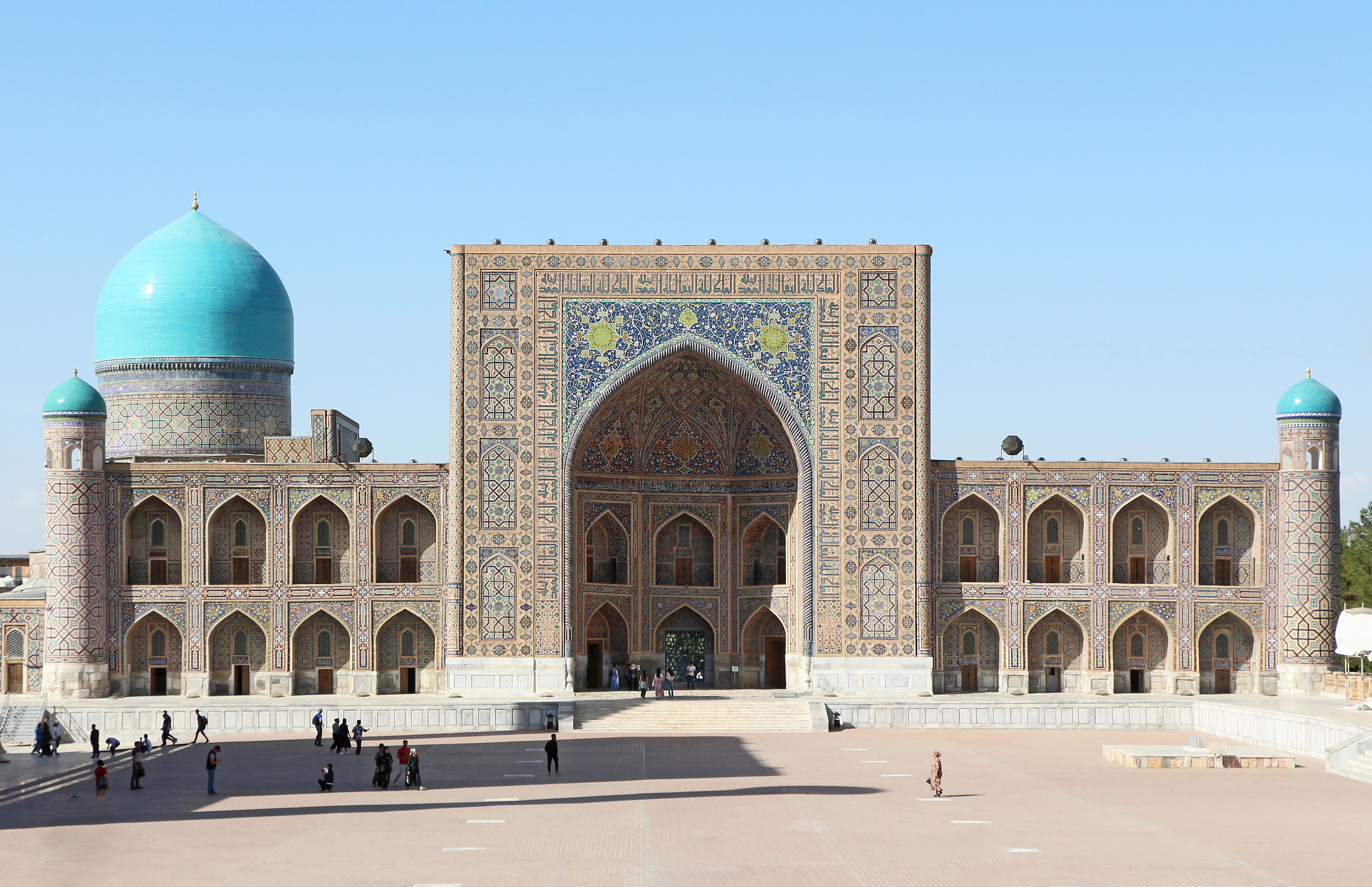
Vue extérieure de la médersa Tilla-Qari.
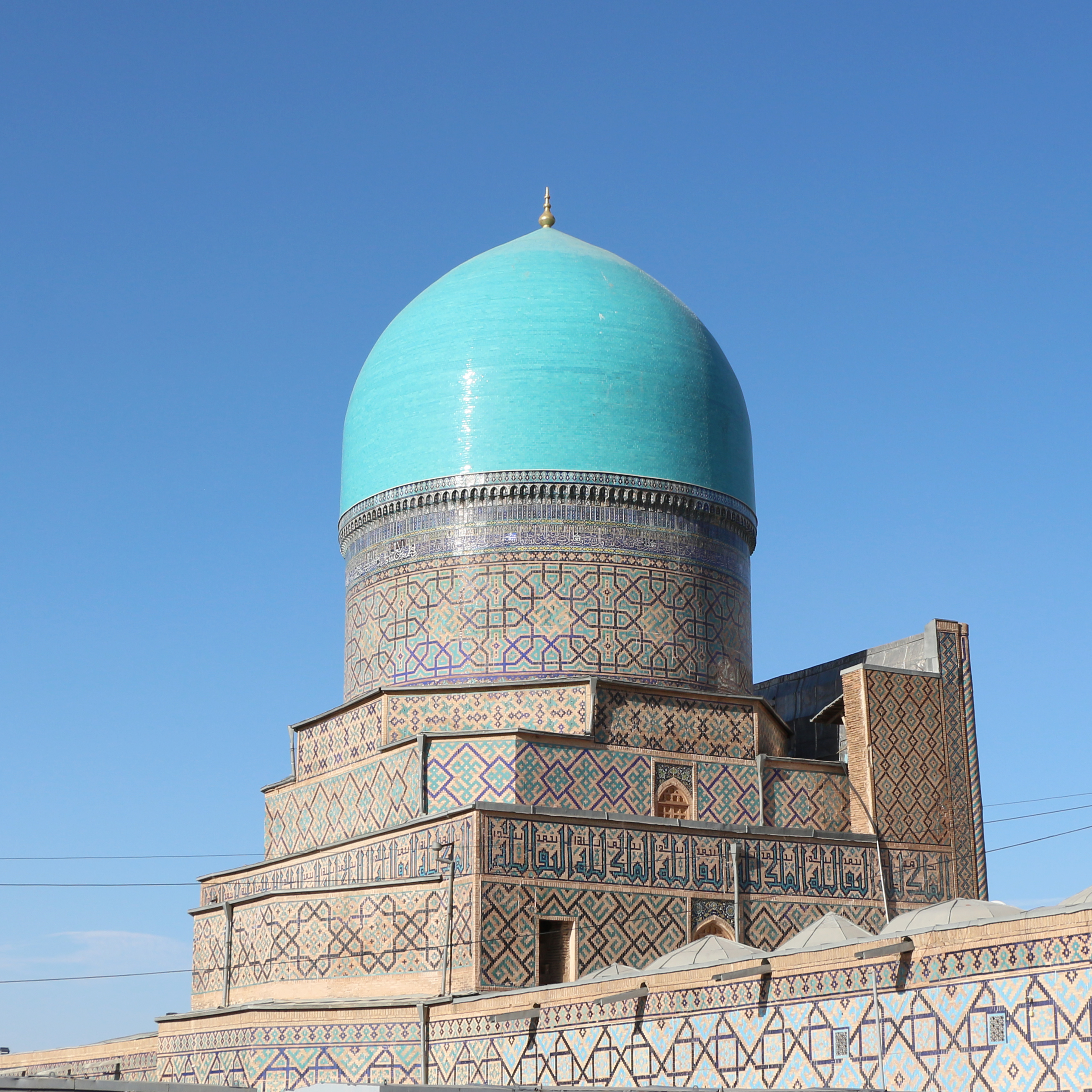
Le dôme de la médersa Tilla-Qari.
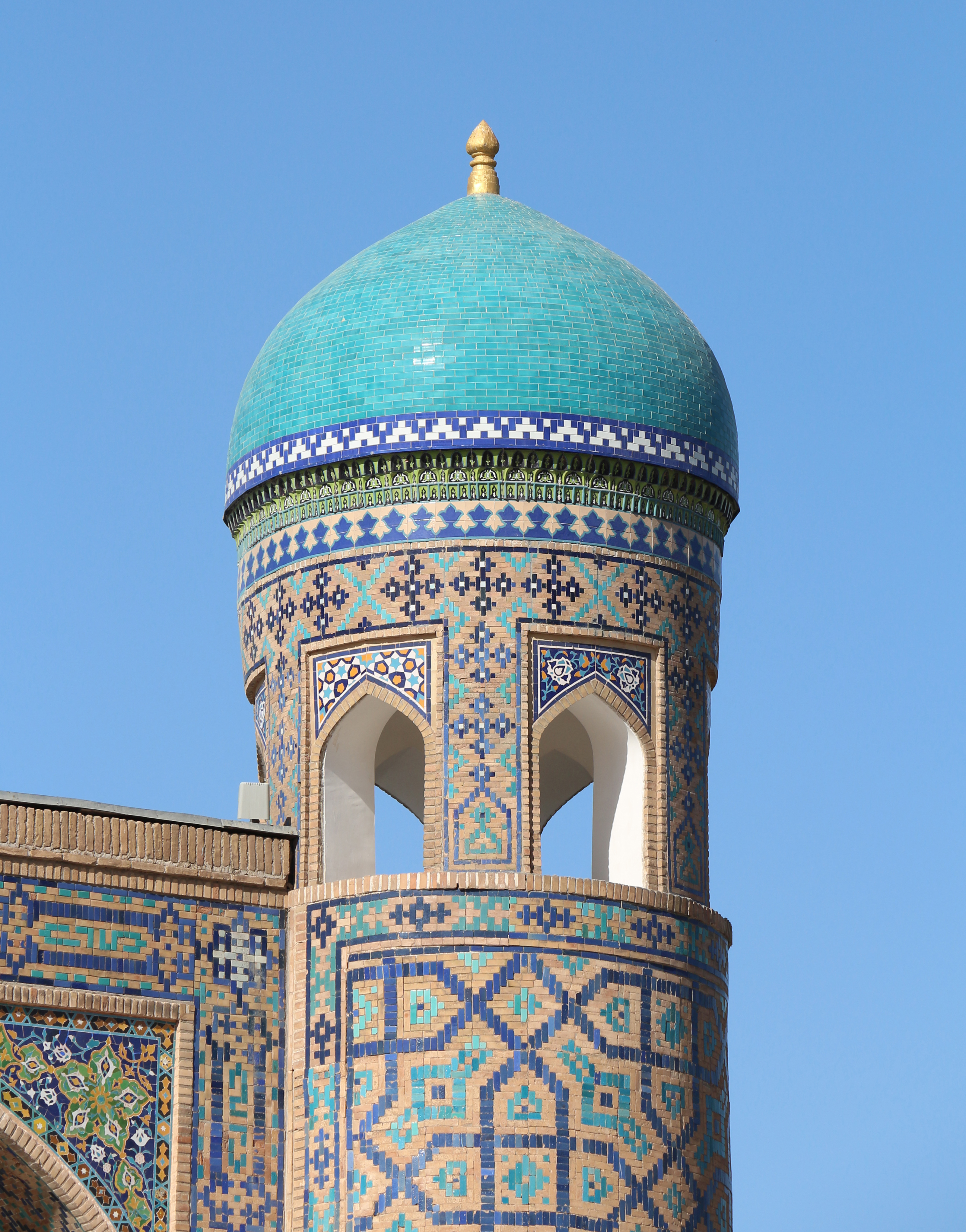
Détail d'un minaret de la médersa Tilla-Qari.
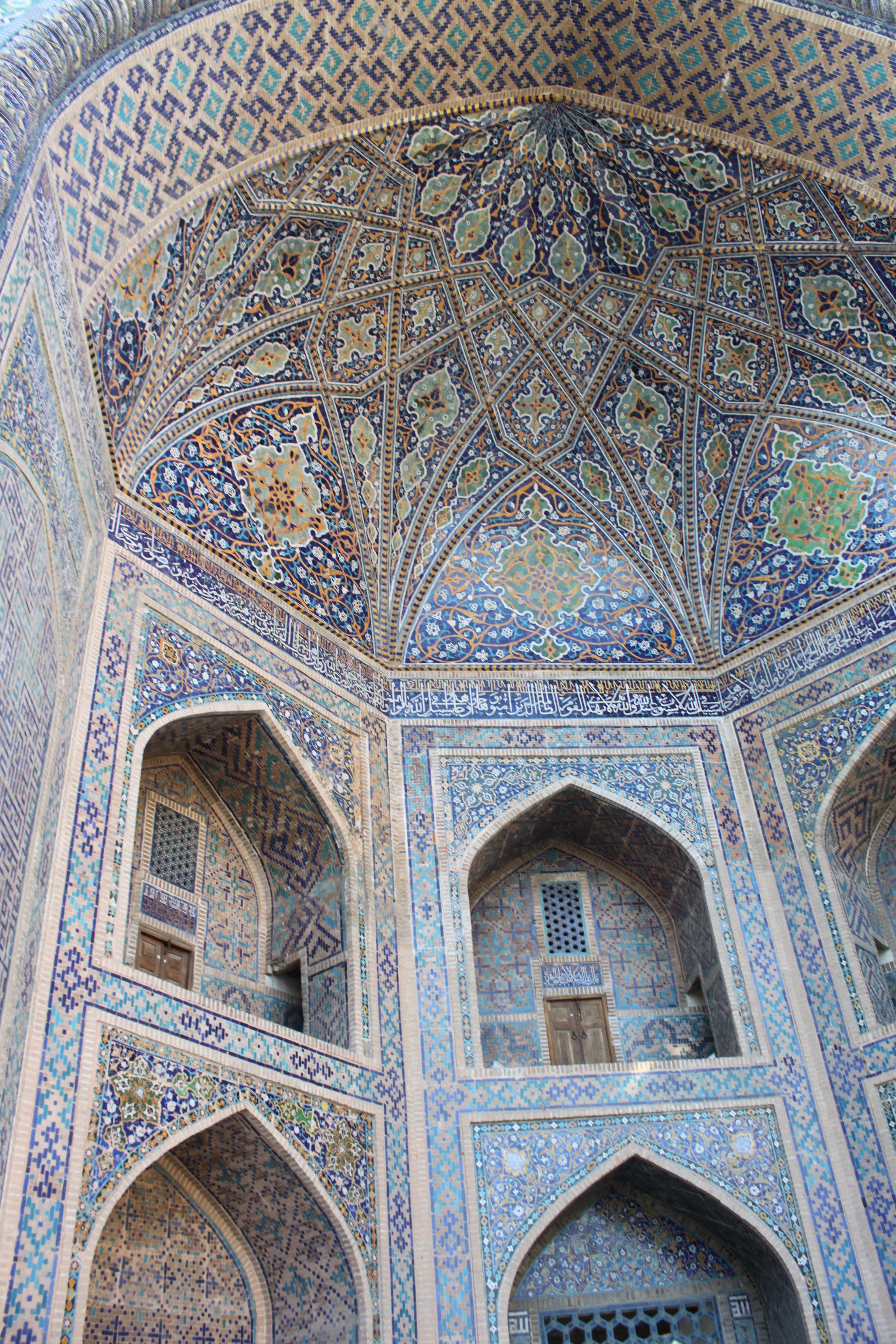
Détail du pishtak de la médersa Tilla-Qari.
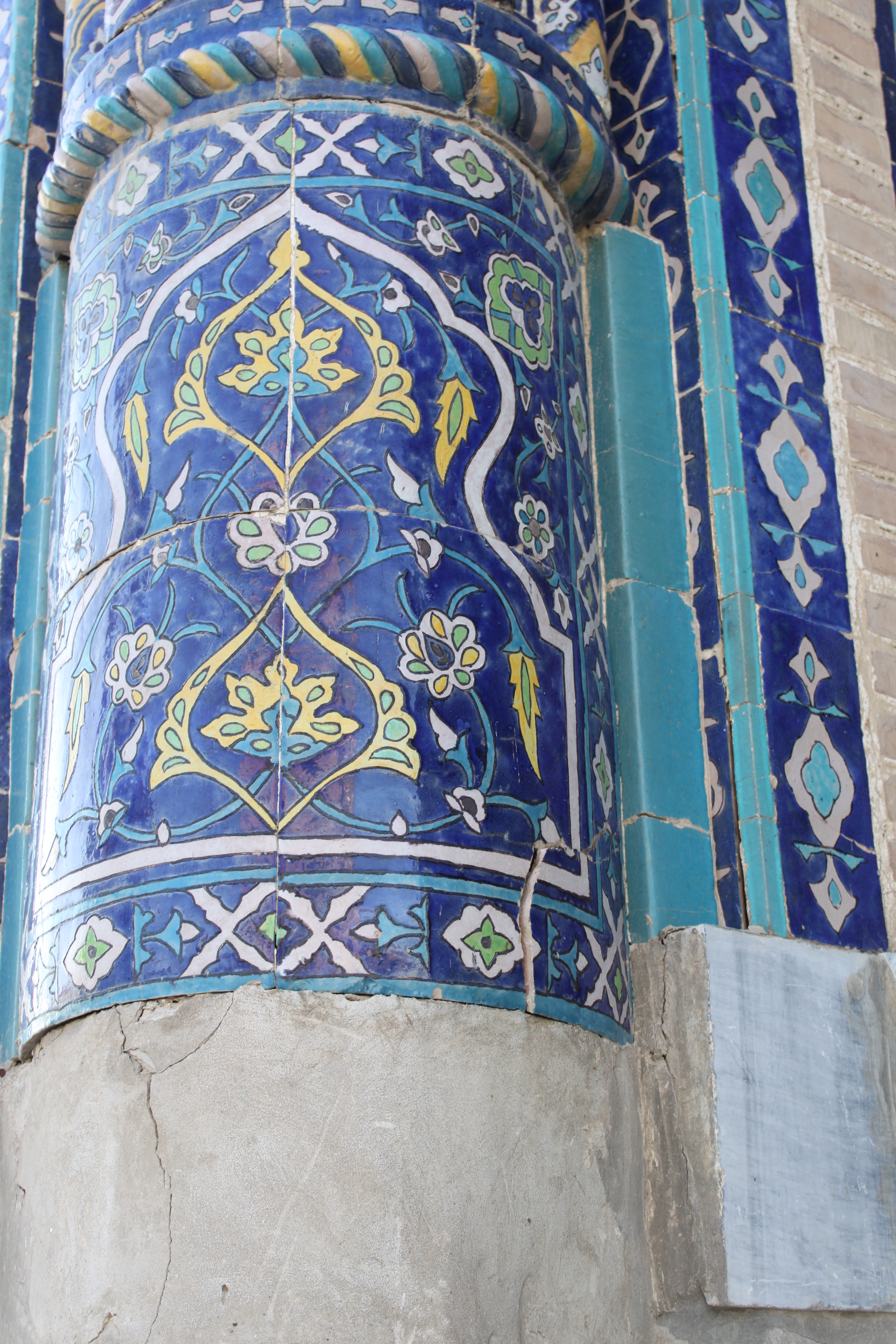
Détail d'une colonne encadrant le pishtak de la médersa Tilla-Qari.

Intérieur de la médersa Tilla-Qari
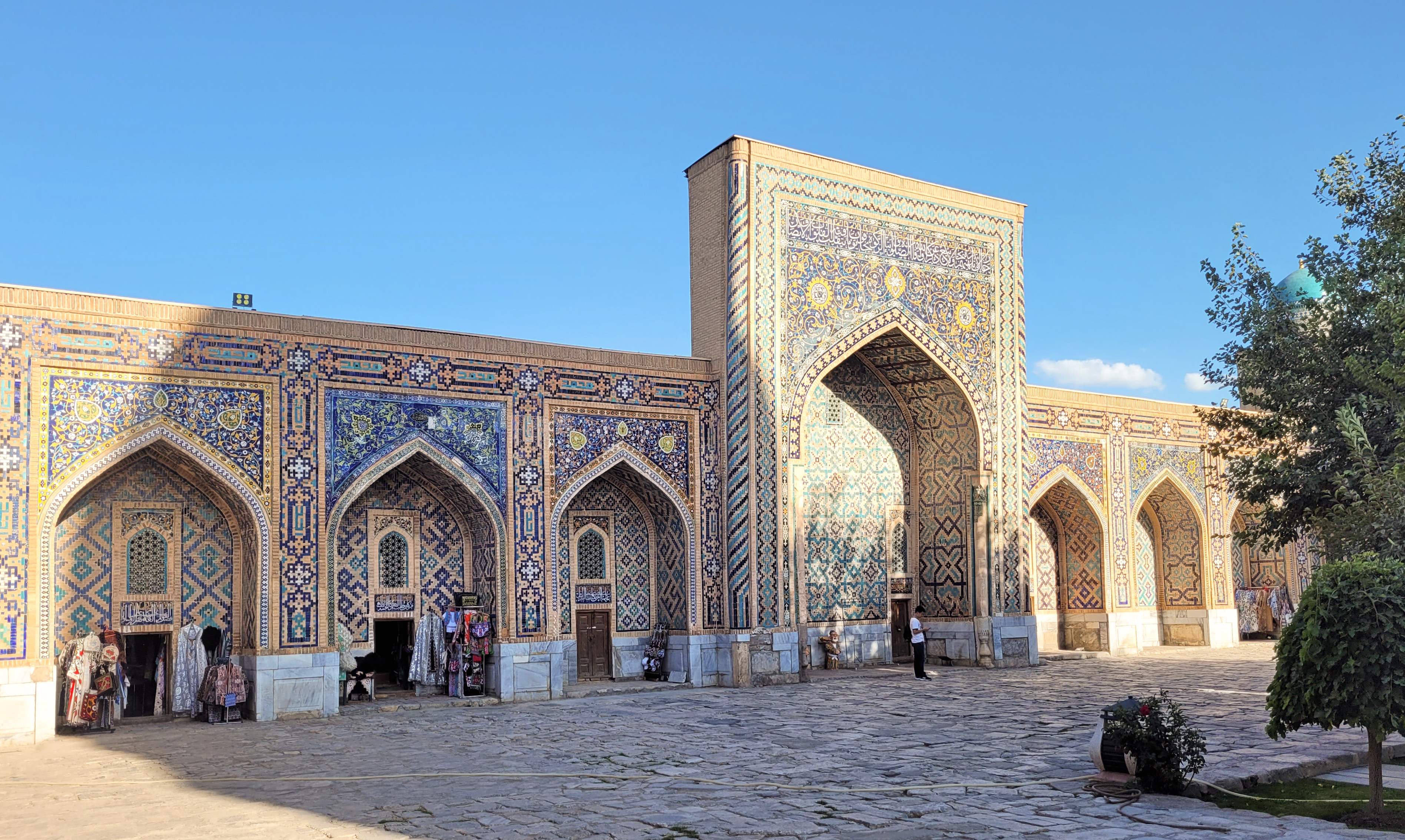
Cour intérieure  derrière le portail principal de la médersa Tilla-Qari.
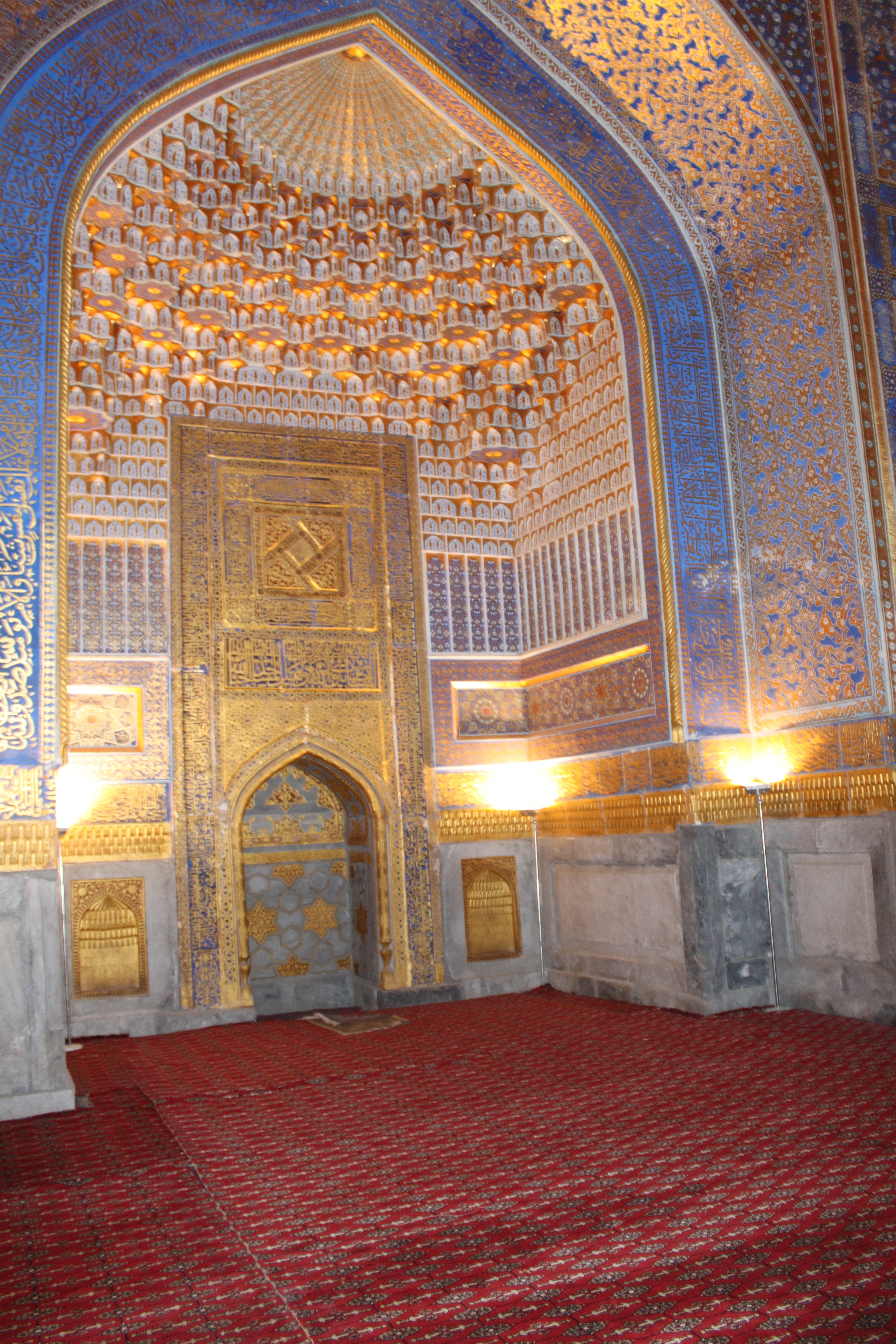
Mihrab de la mosquée de la médersa Tilla-Qari.
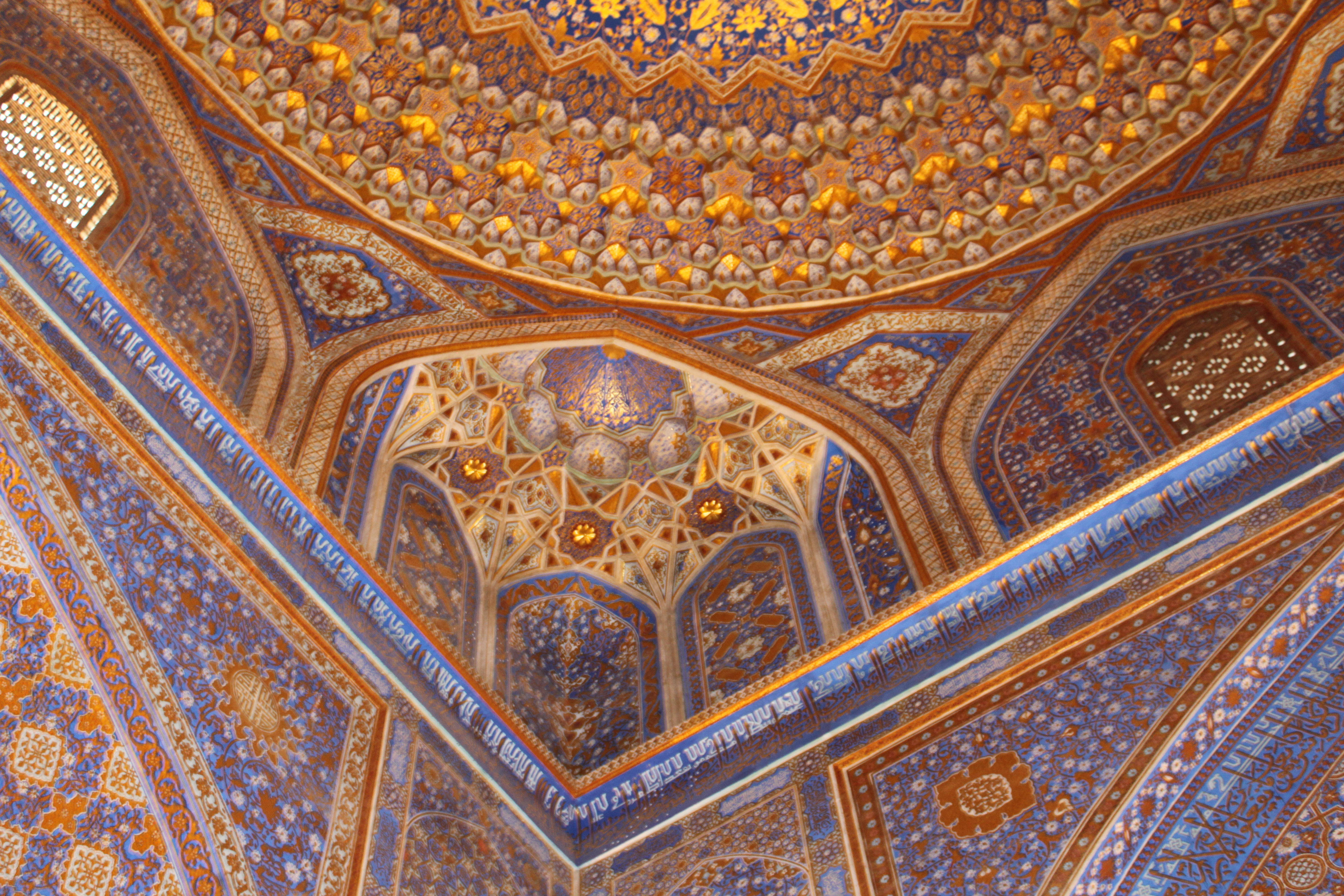
Plafond de la mosquée de la médersa Tilla-Qari.
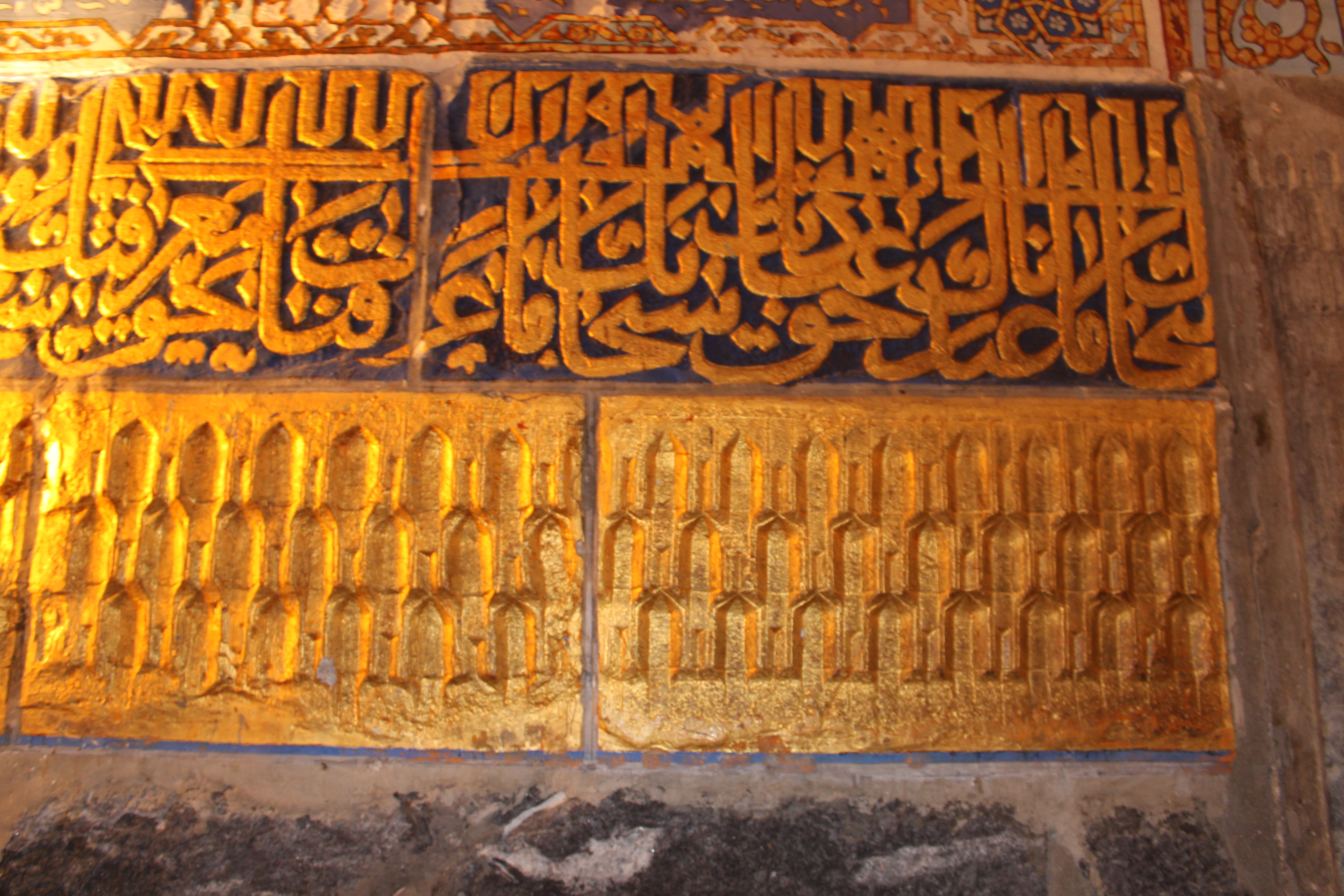
Détail de la décoration du mihrab de la mosquée de la médersa Tilla-Qari.
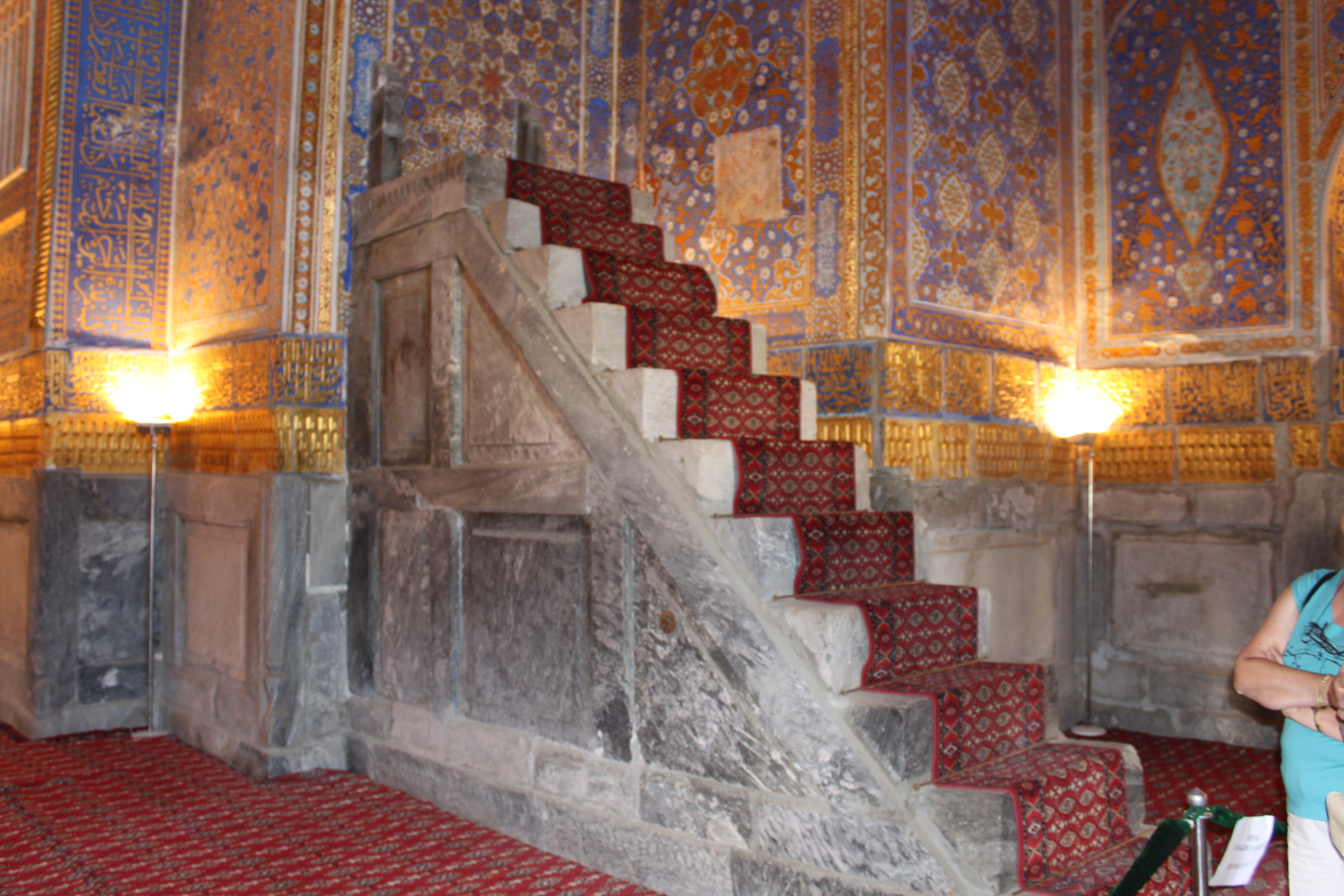
Autour du minbar de la médersa Tilla-Qari.

## Autres bâtiments de Régistan
Ancien bazar de la ville de Samarcande, le bâtiment est devenu un musée et une galerie d'art.

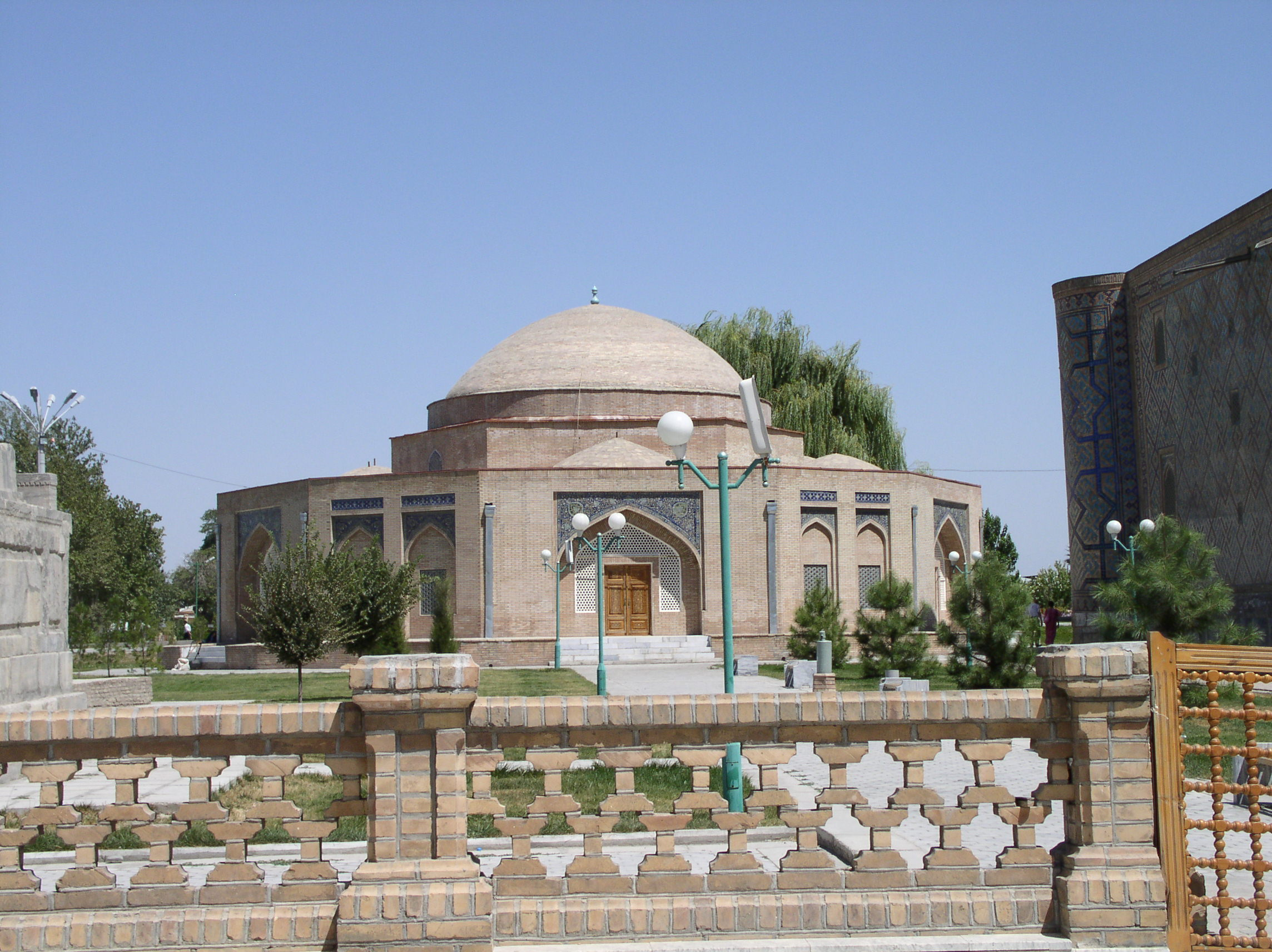
Chorsu